# Sigüenza
Sigüenza es un municipio y localidad española de la provincia de Guadalajara, en la comunidad autónoma de Castilla-La Mancha. Es también la cabeza del partido judicial homónimo y la mayor localidad de la comarca de la Serranía. El término, que incluye, además de la capital municipal, a 28 pedanías, cuenta con una población total de 4830 habitantes (INE 2024). La localidad ostenta el título de ciudad.

## Toponimia
El término de Sigüenza es la actualización del término prerromano de origen céltico Segontia; la raíz indoeuropea *seg- tendría un sentido de «victoria». Se ha apuntado por otro lado que el nombre de Segontia —usado ya en las fuentes romanas— podría significar «la que domina el valle». El gentilicio de sus habitantes, seguntinos, deriva del antiguo nombre de la ciudad.

## Símbolos

Escudo de Sigüenza.

El escudo heráldico que representa al municipio empleado de manera tradicional sigue el siguiente blasón:

«Primero, de azur, castillo donjonado de oro, calado y mazonado de sable, sobre rocas en su color. Segundo, de gules, águila pasmada de sable, coronada de oro a la antigua, agarrando un hueso humano en su color. Al timbre la corona real abierta, apoyada sobre una cartela de color del cuero.»
Antonio Herrera Casado y Antonio Ortiz García. Heráldica Municipal de Guadajara. p. 294.

El escudo heráldico de Sigüenza es similar al de la ciudad francesa de Agen —de donde era originario Bernardo de Agén, el obispo aquitano que reconquistó la ciudad y al que se considera probable introductor de las armas—.
La bandera que usa el ayuntamiento es un paño de proporciones 2:3 formado por 2 franjas horizontales, azul la superior y roja la inferior, con el escudo del municipio cargado al centro.

## Geografía
La ciudad está situada a una altitud de 1004 m sobre el nivel del mar al norte de la provincia española de Guadalajara (perteneciente a la comunidad autónoma de Castilla-La Mancha), en el centro de la península ibérica. Se encuentra cercana a la zona de entronque de los sistemas montañosos Central e Ibérico (sierra Ministra), en la comarca natural del Alto Henares. El río Henares —perteneciente a la cuenca hidrográfica del Tajo— constituye una importante vía natural de la península ibérica, pues mediante su contacto con la subcuenca del río Jalón establece una comunicación fácil con la cuenca hidrográfica del Ebro, mientras que la separación divisoria con el alto Duero (sierra Ministra) tampoco comporta un gran desnivel.
| Noroeste: Atienza, Cincovillas, Alcolea de las Peñas, Tordelrábano               | Norte: Paredes de Sigüenza, Sienes y Valdelcubo | Noreste: Miño de Medinaceli y Medinaceli |
| Oeste: Huérmeces del Cerro, Santiuste, Riofrío del Llano y La Olmeda de Jadraque |                                                 | Este: Estriégana y Alcolea del Pinar     |
| Suroeste: Viana de Jadraque y Baides                                             | Sur: Torremocha del Campo, Algora y Algora      | Sureste: Saúca                           |

### Geología

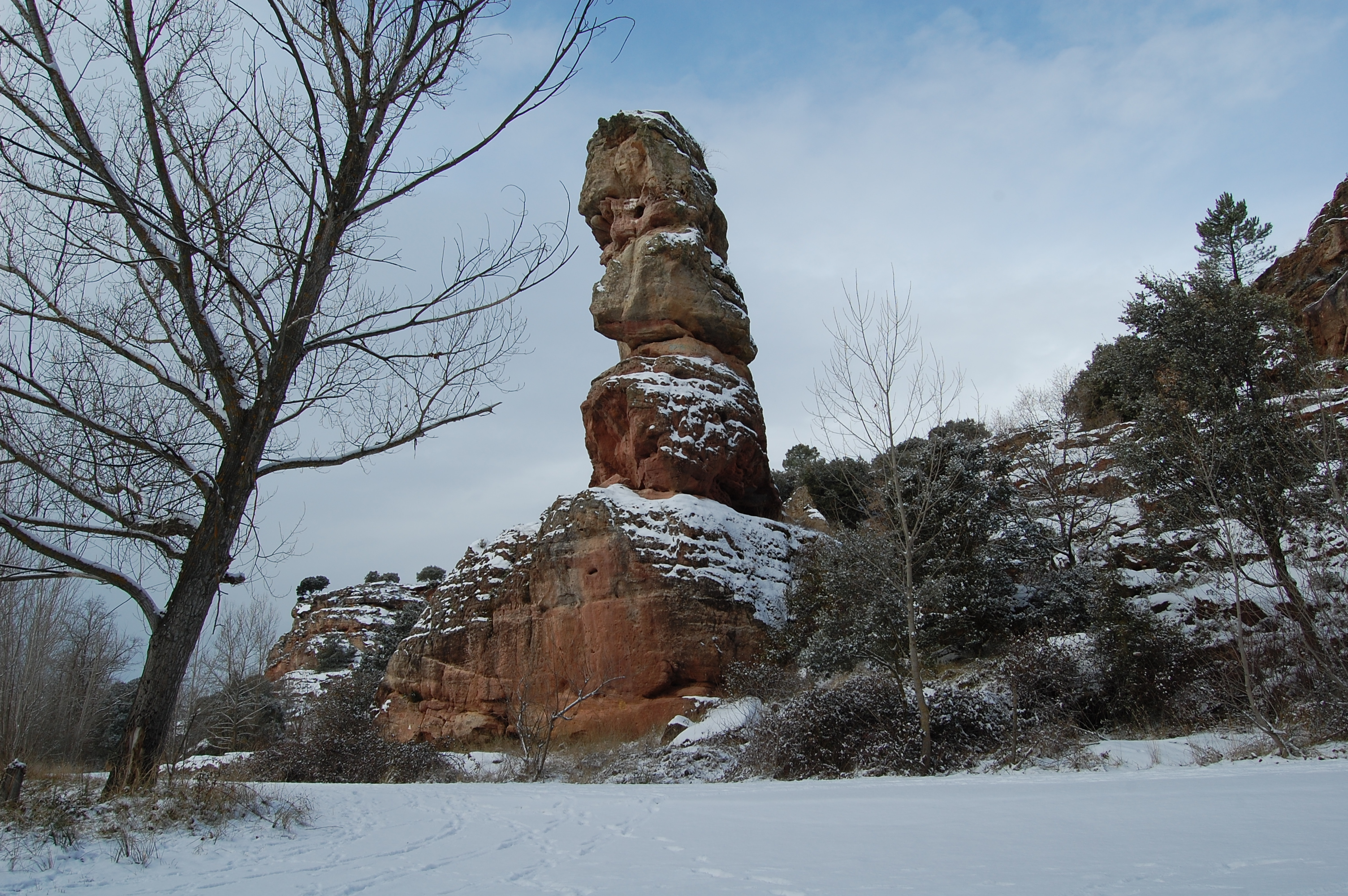
Piedra del Huso ubicada al este de la ciudad

El municipio se caracteriza geológicamente por su diversidad de suelos. En el entorno de la ciudad predominan las margas, calizas dolomíticas, limolitas, yesos versicolores y arenas del Triásico superior y del Jurásico; alternados con suelos de materiales más antiguos como areniscas, conglomerados y arcillas del Triásico inferior y medio. La vega del Henares presenta por otra parte materiales cuaternarios.

### Hidrografía
El Henares discurre por el término municipal; nace a unos 12 km de la ciudad, en Horna (término municipal de Sigüenza). Los ríos Dulce y Salado, primeros afluentes importantes del Henares, recorren en parte su término.

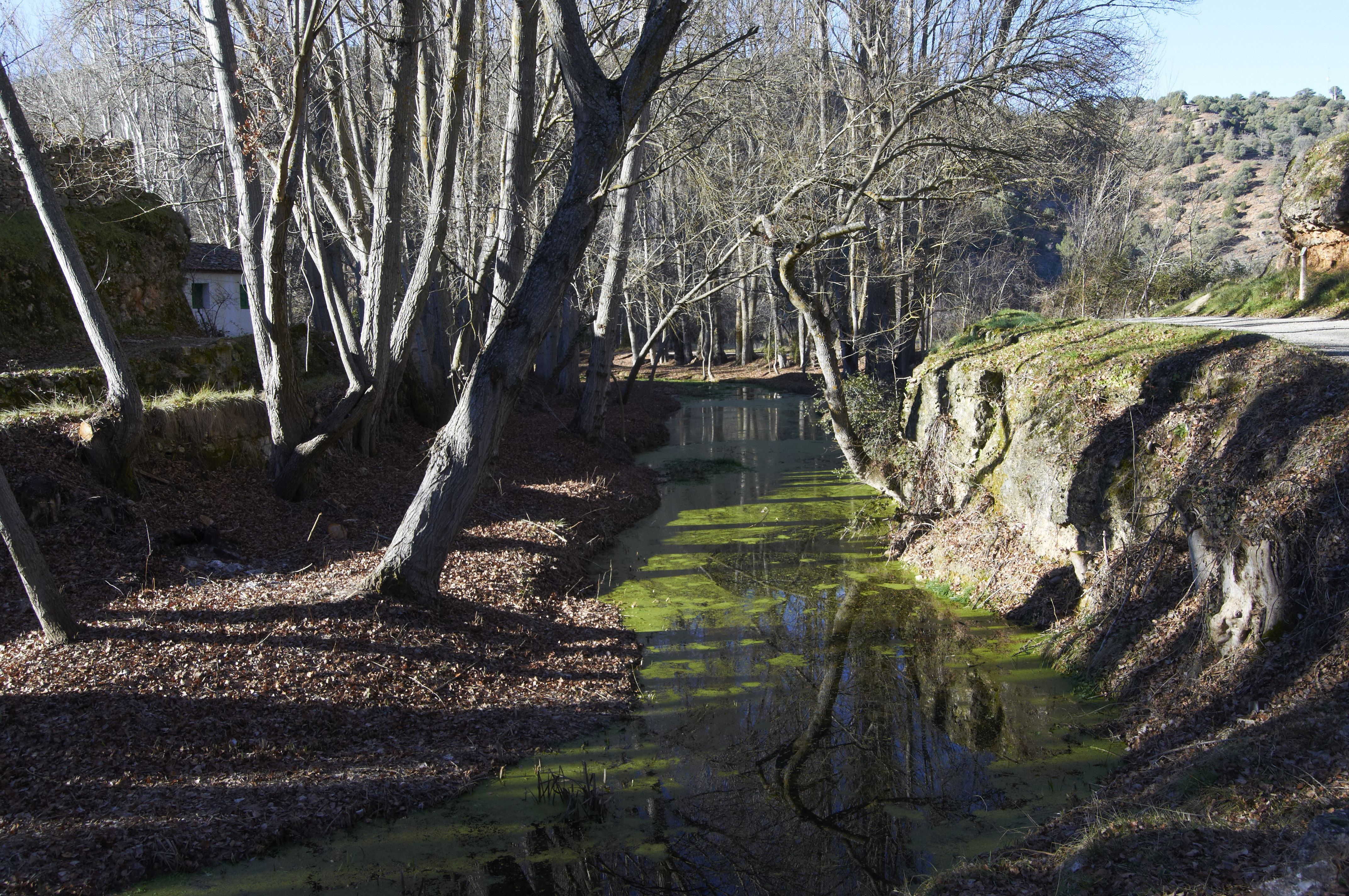
Río Dulce a su paso por la pedanía de La Cabrera
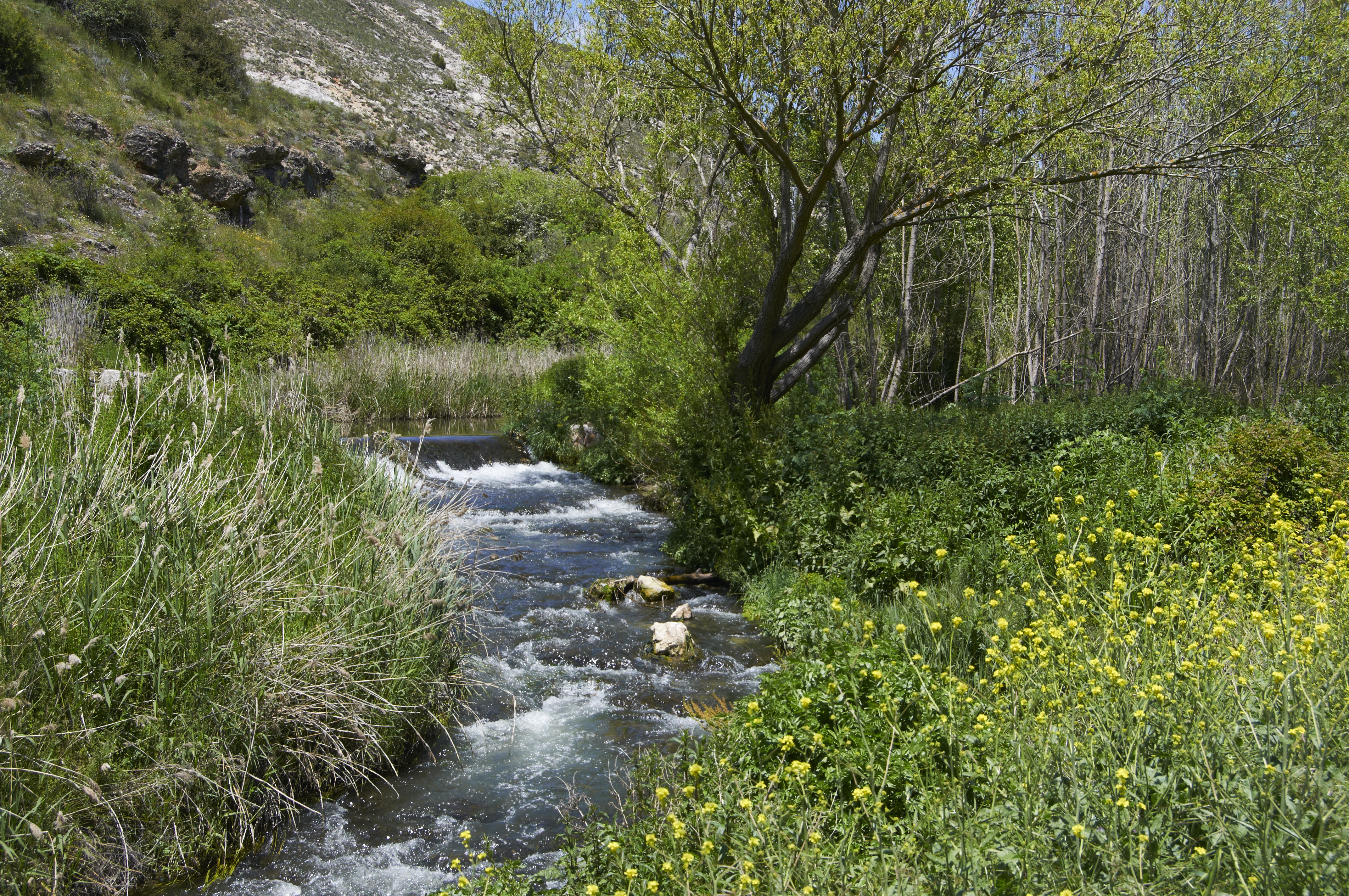
Río Henares a su paso por el término municipal
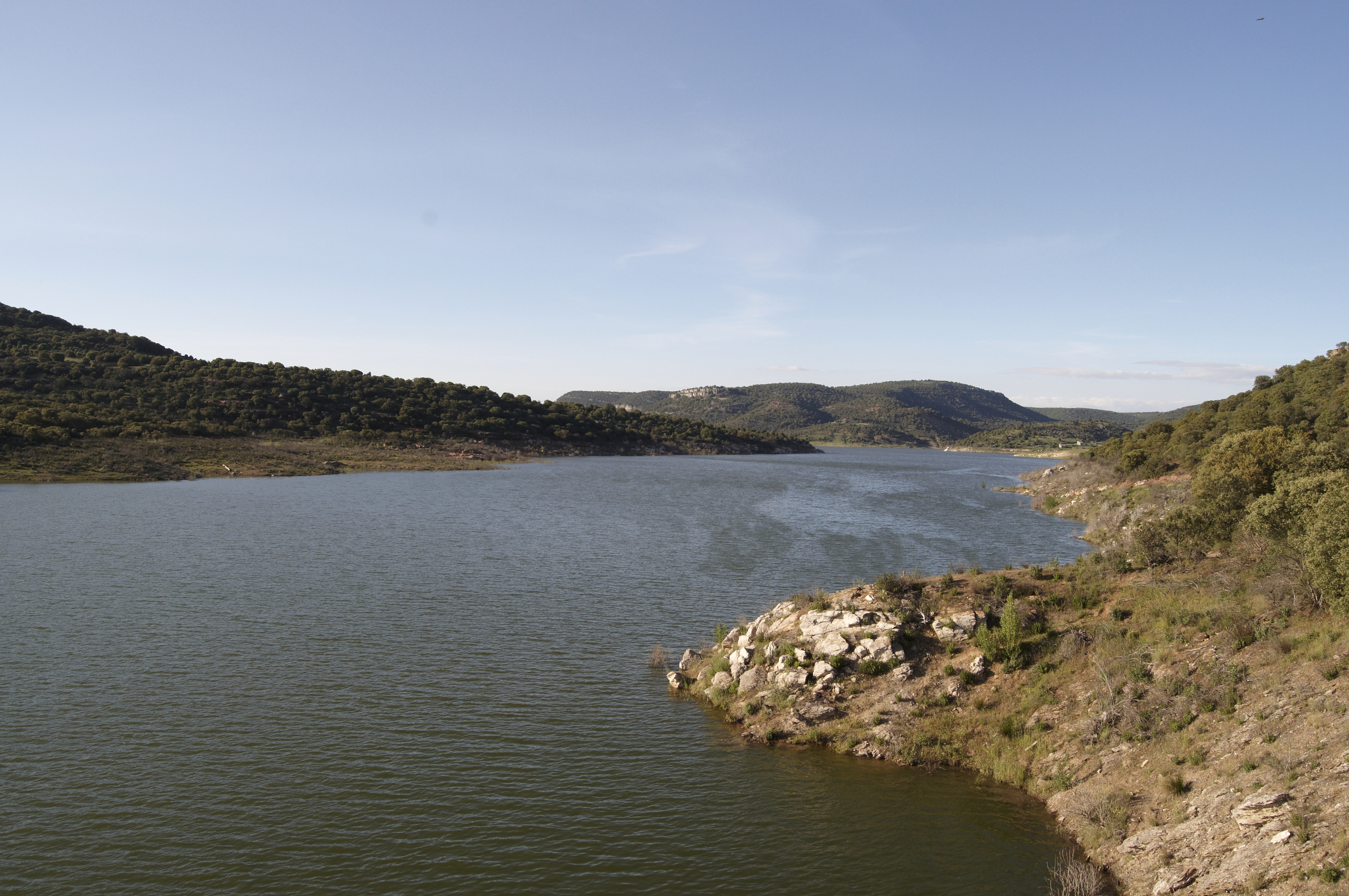
Embalse de El Atance, en el que se represan las aguas del Río Salado

### Clima

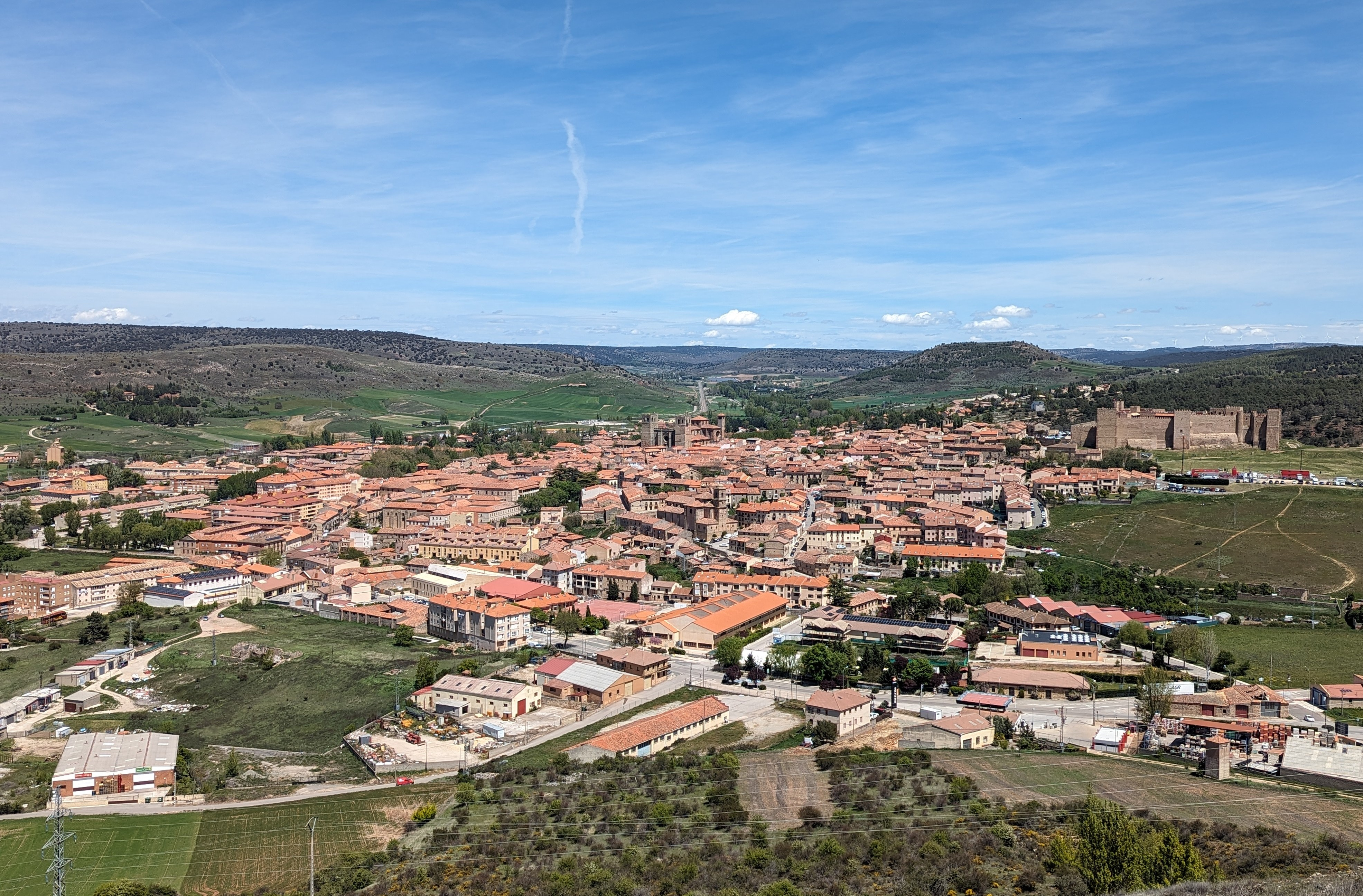
Vista general de Sigüenza

Sigüenza no tiene ninguna estación meteorológica que mida temperaturas. Si se toman como referencia los promedios de la estación termopluviométrica de la cercana localidad de Saúca situada a una altitud ligeramente superior —de acuerdo a los datos de la tabla a continuación y a los criterios de la clasificación climática de Köppen modificada— el clima de Sigüenza se clasifica como un clima mediterráneo de tipo Csa (templado con verano seco y caluroso), con temperaturas medias del mes más cálido por encima de los 22 °C y con una estación seca durante el periodo estival.
| Parámetros climáticos promedio de Sigüenza (precipitación) en el periodo 1962-2003 y de Saúca (temperatura) en el periodo 1969-1983 | Parámetros climáticos promedio de Sigüenza (precipitación) en el periodo 1962-2003 y de Saúca (temperatura) en el periodo 1969-1983 | Parámetros climáticos promedio de Sigüenza (precipitación) en el periodo 1962-2003 y de Saúca (temperatura) en el periodo 1969-1983 | Parámetros climáticos promedio de Sigüenza (precipitación) en el periodo 1962-2003 y de Saúca (temperatura) en el periodo 1969-1983 | Parámetros climáticos promedio de Sigüenza (precipitación) en el periodo 1962-2003 y de Saúca (temperatura) en el periodo 1969-1983 | Parámetros climáticos promedio de Sigüenza (precipitación) en el periodo 1962-2003 y de Saúca (temperatura) en el periodo 1969-1983 | Parámetros climáticos promedio de Sigüenza (precipitación) en el periodo 1962-2003 y de Saúca (temperatura) en el periodo 1969-1983 | Parámetros climáticos promedio de Sigüenza (precipitación) en el periodo 1962-2003 y de Saúca (temperatura) en el periodo 1969-1983 | Parámetros climáticos promedio de Sigüenza (precipitación) en el periodo 1962-2003 y de Saúca (temperatura) en el periodo 1969-1983 | Parámetros climáticos promedio de Sigüenza (precipitación) en el periodo 1962-2003 y de Saúca (temperatura) en el periodo 1969-1983 | Parámetros climáticos promedio de Sigüenza (precipitación) en el periodo 1962-2003 y de Saúca (temperatura) en el periodo 1969-1983 | Parámetros climáticos promedio de Sigüenza (precipitación) en el periodo 1962-2003 y de Saúca (temperatura) en el periodo 1969-1983 | Parámetros climáticos promedio de Sigüenza (precipitación) en el periodo 1962-2003 y de Saúca (temperatura) en el periodo 1969-1983 | Parámetros climáticos promedio de Sigüenza (precipitación) en el periodo 1962-2003 y de Saúca (temperatura) en el periodo 1969-1983 |
| Mes | Ene. | Feb. | Mar. | Abr. | May. | Jun. | Jul. | Ago. | Sep. | Oct. | Nov. | Dic. | Anual |
| --- | --- | --- | --- | --- | --- | --- | --- | --- | --- | --- | --- | --- | --- |
| Temp. media (°C) | 2.5 | 3.3 | 5.1 | 8.3 | 12.5 | 17.6 | 22.1 | 21.3 | 16.9 | 10.8 | 5.8 | 2.7 | 10.7 |
| Precipitación total (mm) | 58.2 | 55.4 | 42.4 | 64.4 | 64.0 | 50.9 | 20.0 | 22.6 | 41.4 | 52.1 | 73.2 | 60.0 | 604.5 |
| [cita requerida] | | | | | | | | | | | | | |

### Vegetación

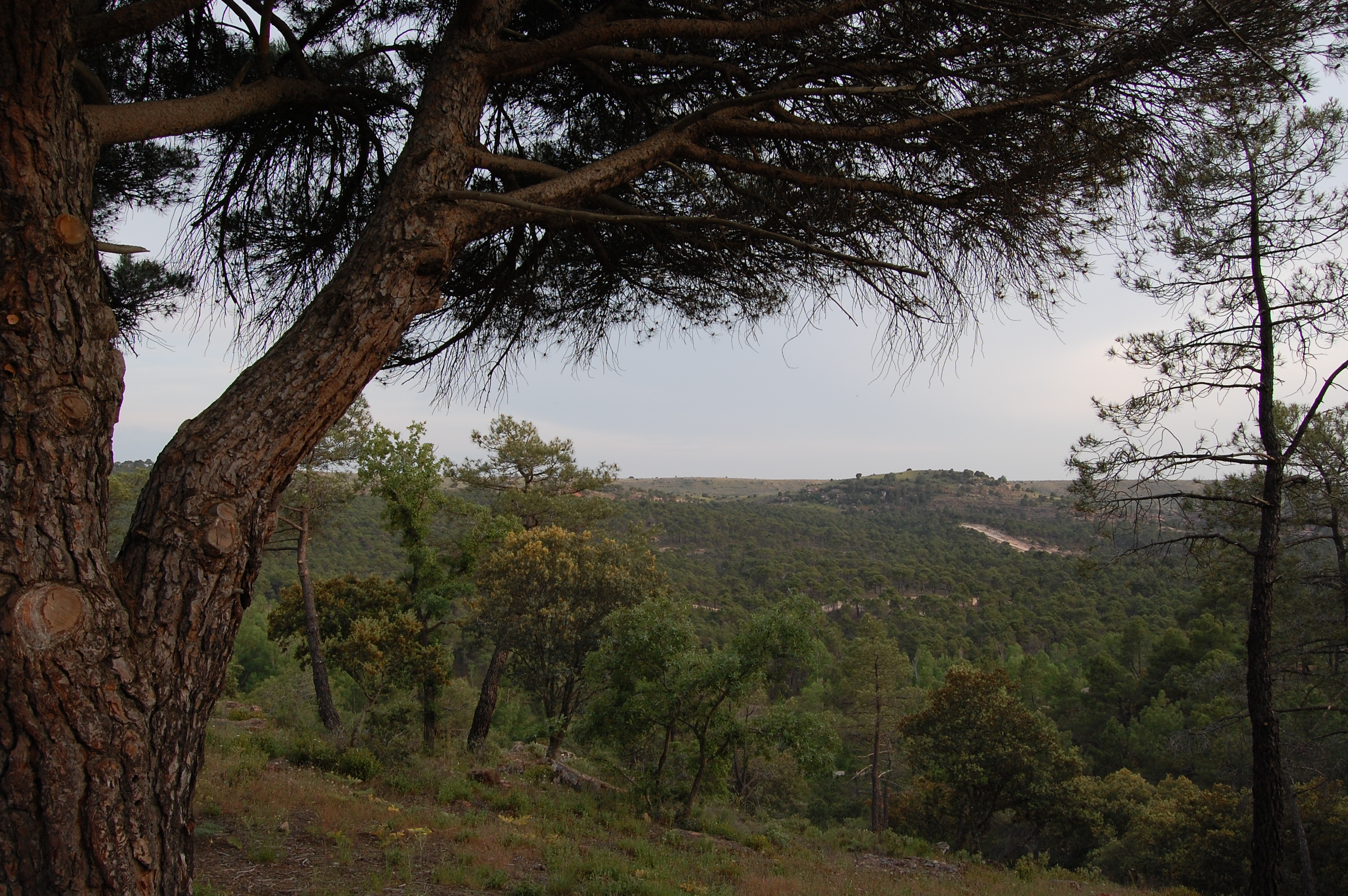
Masa forestal al este de Sigüenza

El municipio presenta dos series de vegetación básicas: una serie supramesomediterránea castellano-manchega basófila cuya comunidad clímax consistiría en el quejigar y una serie supramediterránea castellano-maestrazgo-manchega, también basófila, cuya comunidad clímax sería el encinar. Las fases degradadas de matorral de estas series presentan retamares y espliegares. También es reseñable la existencia de masas de Pinus pinaster de repoblación.

### Espacios naturales
- Parque natural del Barranco del Río Dulce.
- Microrreserva de los saladares de la cuenca del río Salado.
- Lugar de Interés Comunitario del Valle y salinas del Salado.[19]

### Transporte y comunicaciones

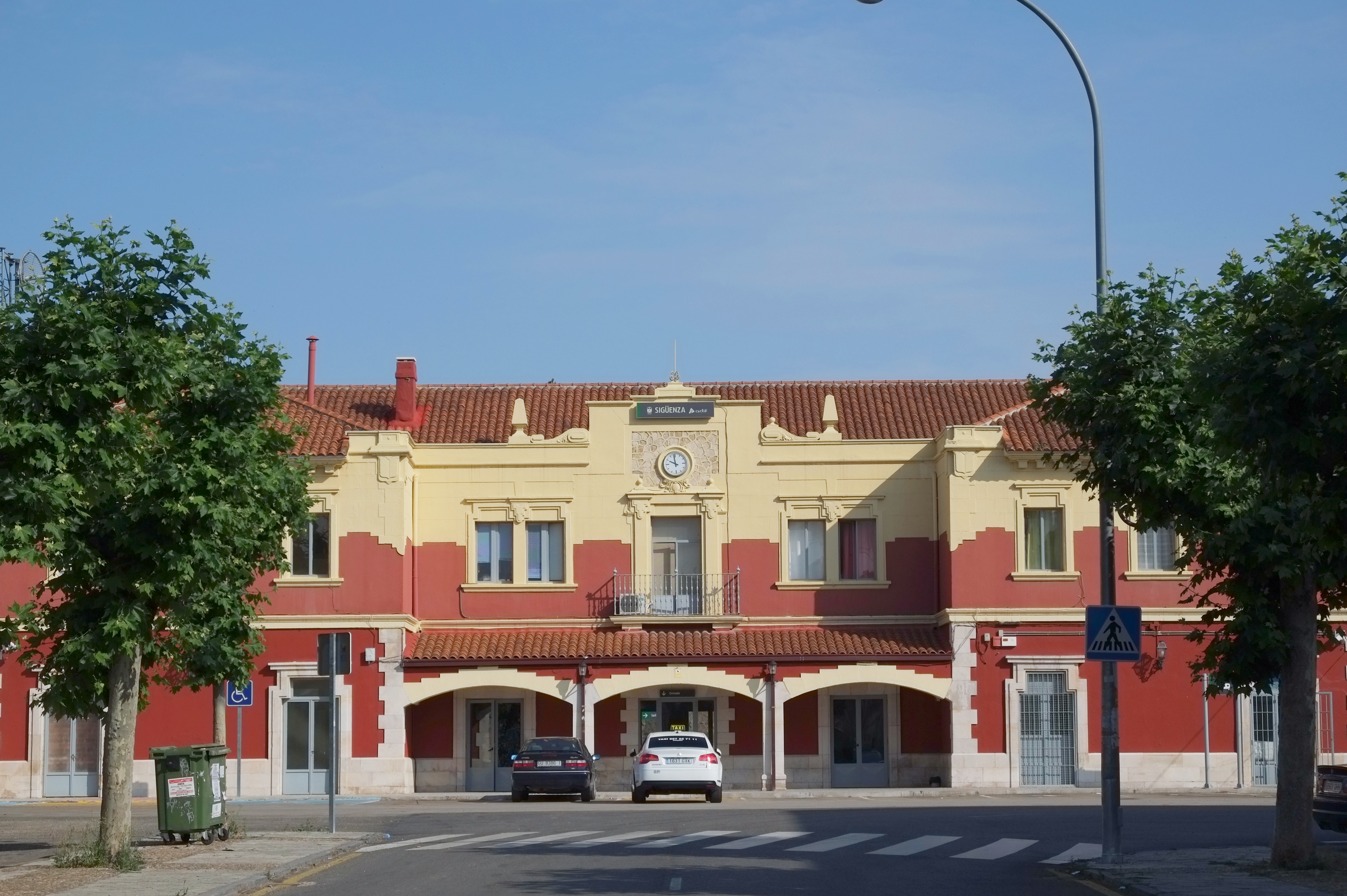
Estación de tren de Sigüenza.

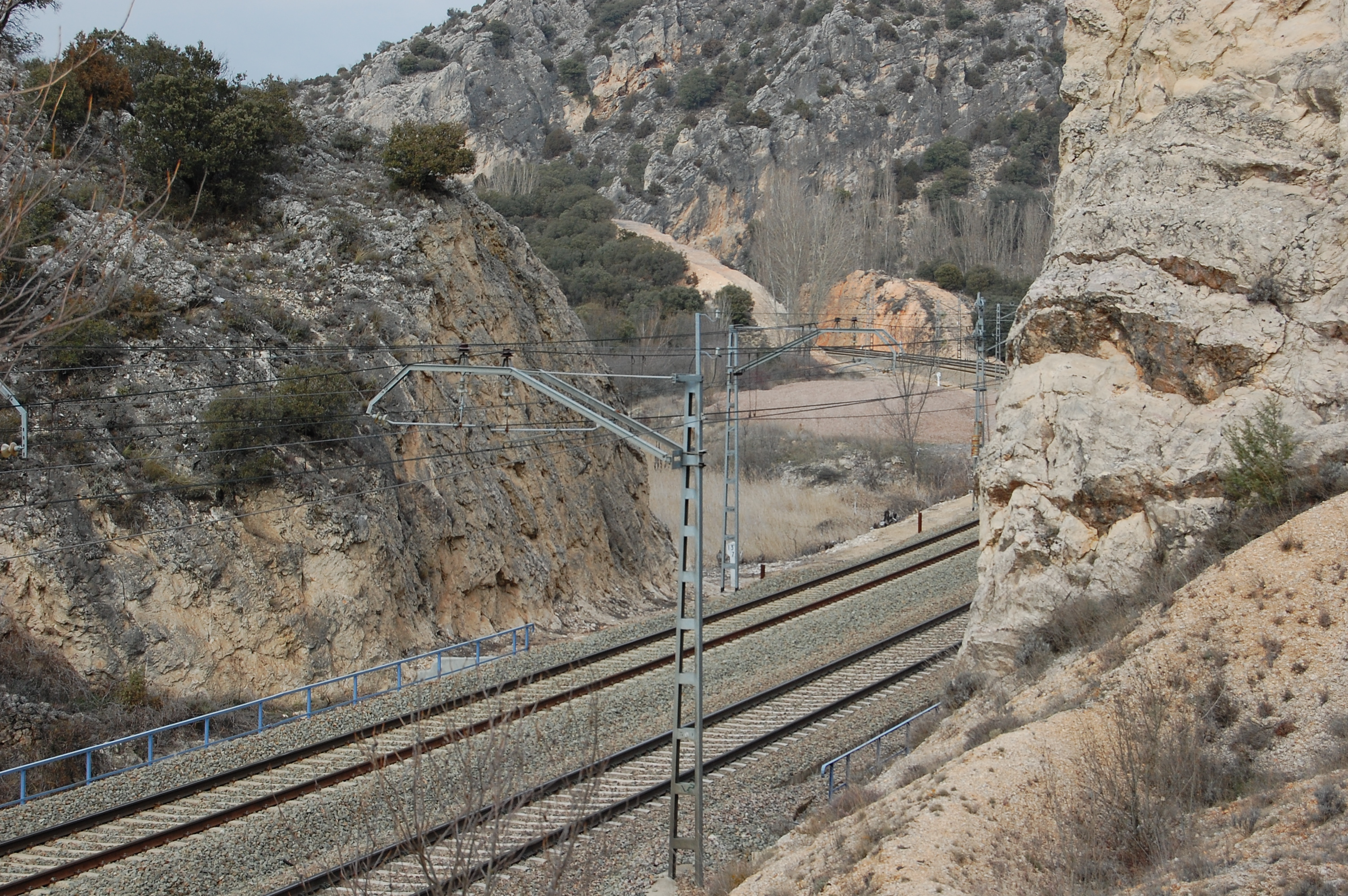
Vista de la línea de tren entre Madrid y Sigüenza en el término municipal

Sigüenza dista 130 km de Madrid, 69 de Guadalajara y 190 de Zaragoza. Sus principales vías de comunicación son:
- Por ferrocarril (línea Madrid–Barcelona)
- Por carretera: tiene cinco conexiones por carretera con la autovía del Nordeste (A-2). A Sigüenza se llega por varias salidas que parten de la A-2 (Madrid–Barcelona). Carreteras hacia Atienza y la Sierra de Ayllón y hacia tierras del Duero (tierra de Almazán, en provincia de Soria).

## Historia

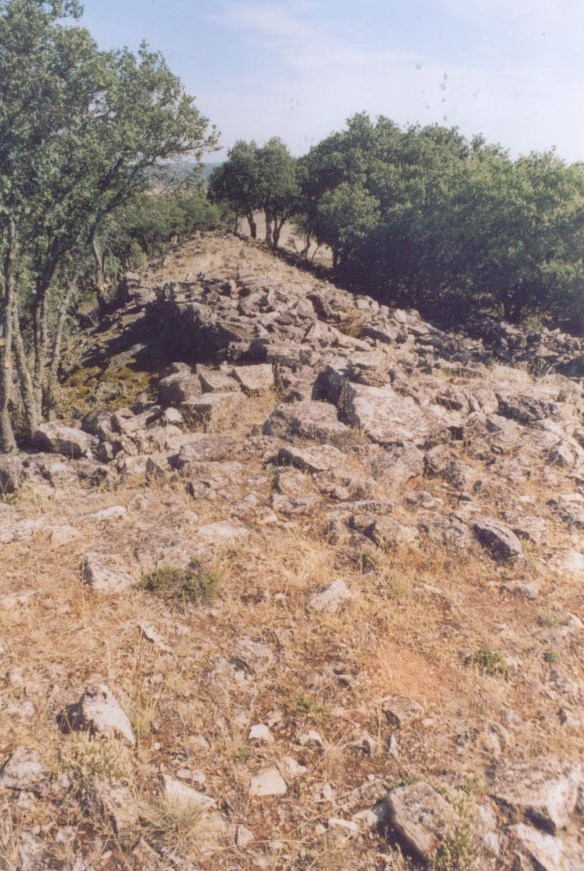
Vista de los restos de la muralla del castro de Castilviejo de Guijosa

Sigüenza está situada en la provincia de Guadalajara, en el alto valle del río Henares conocido como el «valle de Sigüenza». Estratégicamente emplazada sobre el valle cumplió una gran función defensiva durante la Edad Media. Sin embargo, se cree que su primitivo emplazamiento estuvo en la otra orilla del río, sobre el cerro del Mirón, donde se han encontrado restos de asentamientos humanos de la Edad del Hierro.[cita requerida] Fue señorío episcopal desde el siglo XII hasta el siglo XVIII. Dentro del término municipal se encuentra el castro de Castilviejo de Guijosa, entre las pedanías de Guijosa y Cubillas del Pinar.

### Protohistoria y Edad Antigua
Plinio el Viejo (siglo I a. C.) menciona en su Naturalis Historia a la ciudad de Segontia como una importante ciudad celtíbera, habitada por los arévacos; fue tomada por los romanos a raíz de la caída de la ciudad celtíbera de Numancia en el 133 a. C. Aparece relacionada en el Itinerario Antonino A-25.
Situada en el cerro de Villavieja, hacia el siglo V a. C. era una de las más importantes de la Celtiberia. La penetración cartaginesa del siglo III a. C. (previa a la segunda guerra púnica) llevó a Aníbal y luego a Asdrúbal a asediarla. En las guerras celtíberas (153-133 a. C.) se produjo la sumisión a la República romana. La ocupación romana estableció una zona militar que se separó de la zona residencial.

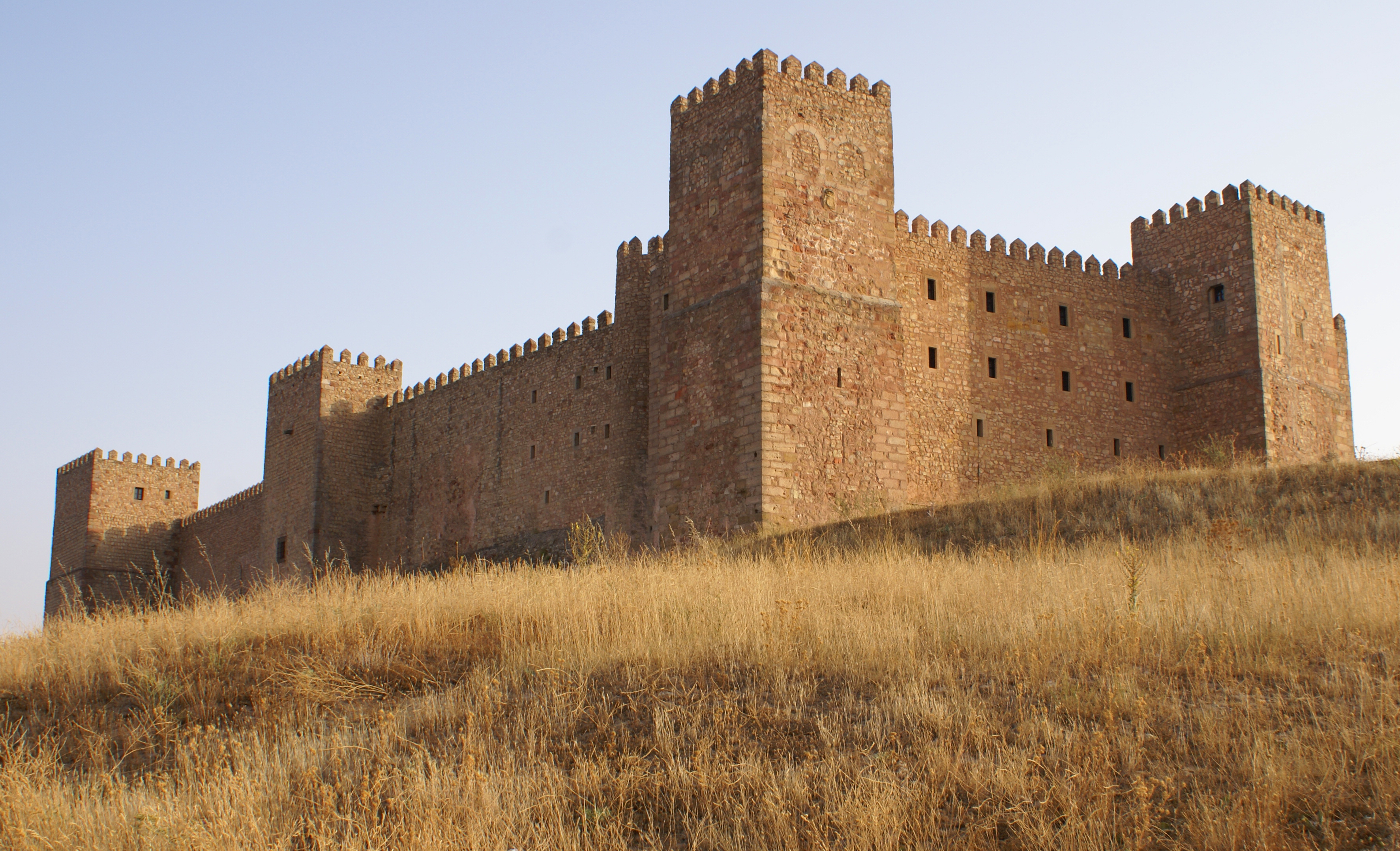
Vista del castillo de Sigüenza

En época romana la ciudad mantuvo cierta importancia por estar situada sobre la calzada del Henares que formaba parte de la vía que comunicaba Mérida (Emerita Augusta) con Zaragoza (Caesar Augusta). La explotación de yacimientos de asfalto en las proximidades de Sigüenza durante el periodo andalusí ya fue señalada por el geógrafo al-Udri.

### Edad Media
Hispania visigoda
En tiempos de los visigodos su crecimiento continuó alrededor del núcleo central fundado por los romanos. En la Hispania visigoda fue sede episcopal de la Iglesia católica. Esta última fue aludida por primera vez en el III Concilio de Toledo en el año 589 —aunque se considera probable que ya existiera la diócesis en el siglo IV o por lo menos a principios del siglo VI— mediante la mención a su obispo Protógenes. La lista de obispos seguntinos firmantes en los distintos concilios de Toledo hasta el número XVI del año 693 se completa con Hildisclus, Ubidericus, Egica, Ella y Gundericus. Fue una diócesis sufragánea de la archidiócesis de Toledo que comprendía la antigua provincia romana de Cartaginense en la diócesis de Hispania.
Al-Ándalus

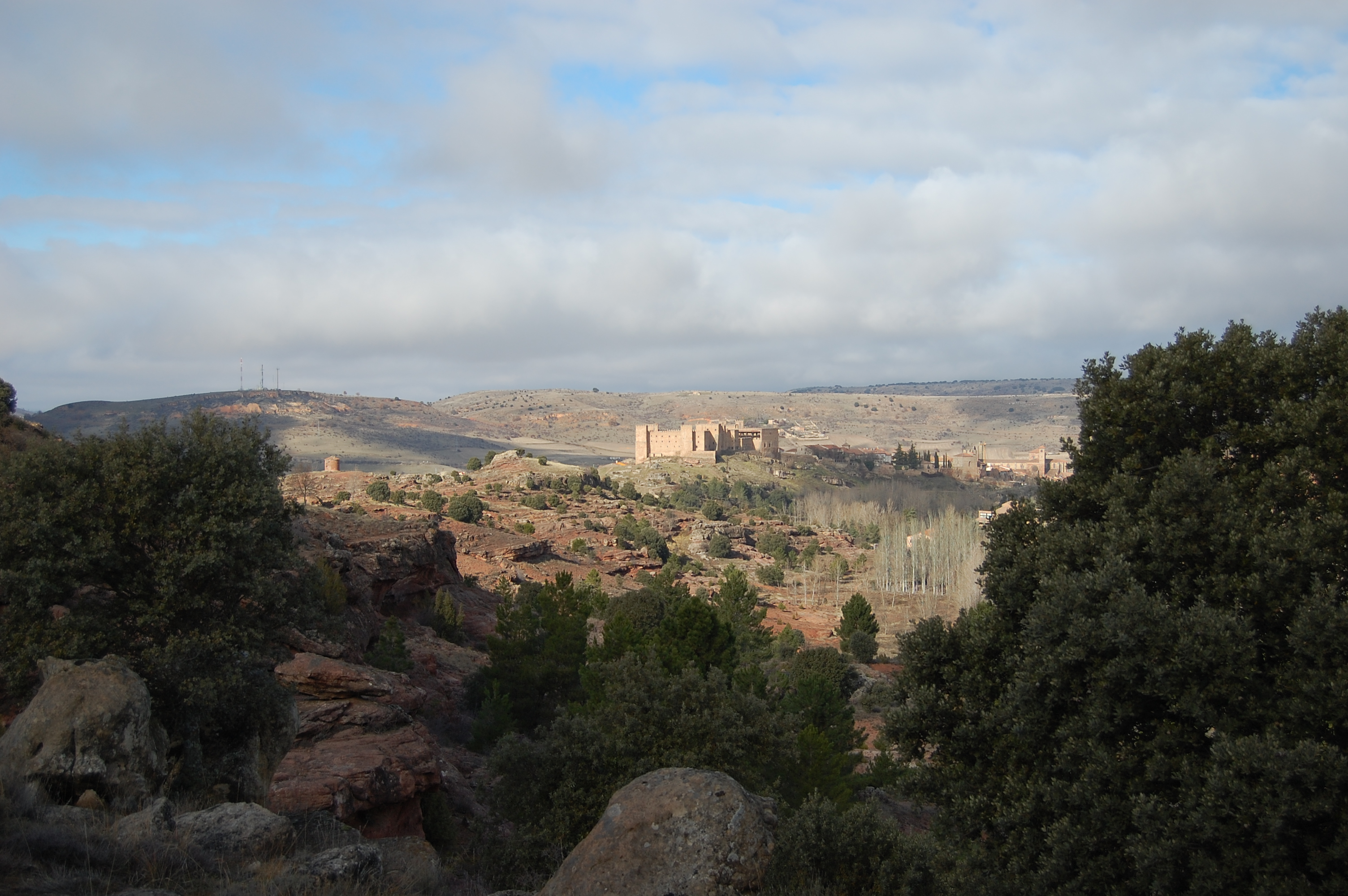
La Alcazaba musulmana dominaba durante la Edad Media el valle del Alto Henares

Durante la dominación musulmana Sigüenza perdió importancia en favor de Medinaceli.
Constituyó un asentamiento defensivo (hisn) cuya importancia era militar, dominando su castillo desde la altura el valle del Henares cerca de la confluencia de este con el arroyo Vadillo. La construcción de la fortaleza data de este periodo, aunque su aspecto actual es posterior a la Reconquista cristiana. Ya durante el reinado de Fernando I Sigüenza fue uno de los objetivos de las incursiones cristianas. Sin embargo el control por parte de los cristianos de la localidad —por aquel entonces situada en un entorno fronterizo y consistente en una pequeña aldea casi despoblada— fue efímero. Se ha llegado a afirmar también acerca de la toma de la ciudad por parte del Cid. Con una cronología posterior a la conquista de Toledo de 1085 se considera factible y probable la conquista de la ciudad por parte del monarca Alfonso VI de León. En el contexto del levantamiento del cerco de Medinaceli los musulmanes emplazaron una guarnición en la ciudad hacia el año 1109.
Reconquista cristiana

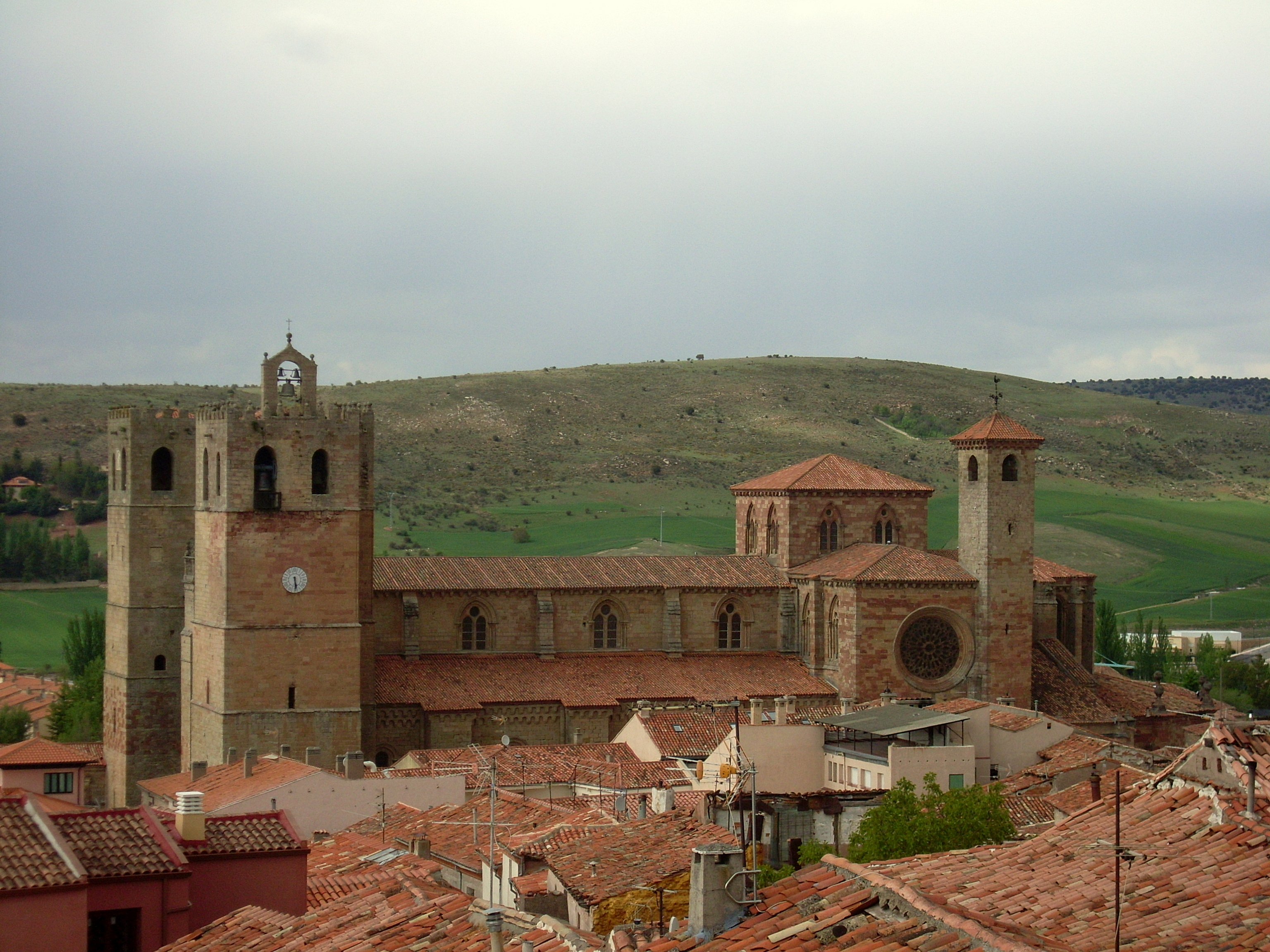
La toma cristiana de Sigüenza impulsó la construcción de una catedral en la recuperada sede de la diócesis episcopal

Sigüenza fue reconquistada el 22 de enero bien del año 1123 o del año 1124 por Bernardo de Agén, el obispo de origen aquitano ya electo hacia 1109 como responsable de su diócesis. Todavía durante la primera parte del siglo XII el territorio se mantuvo lejos de poder considerarse pacificado pues el entorno de Sigüenza continuó estando expuesto a las incursiones musulmanas en el río Henares y se encontraba cercano a los emplazamientos musulmanes tanto de Algora como de Mirabueno. Las explotaciones de sal en el entorno del valle del río Salado aparecen mencionadas a partir del siglo XII. La posibilidad de que los yacimientos andalusíes altomedievales previos encontrados, aunque próximos a las zonas ricas en sal, estén directamente relacionados con la explotación salinífera no está demostrada sin embargo.
| «Super haec mando et volo ut Segoncia superior et inferior sint una villa et unum Concilium et habeam unum judicen et saionem.» —Alfonso VII. 7 de mayo de 1146. |

En 1121 Bernardo de Agén había sido investido obispo de Sigüenza por el arzobispo de Toledo Bernardo de Sedirac y hacia 1124, tras haber conquistado la ciudad, inició las obras de la que sería la catedral, que obispos posteriores continuaron hasta que se finalizó en el siglo XVI. Sigüenza recibió un fuero breve de Alfonso VII de León junto al de Medinaceli el 14 de mayo de 1140. Se convierte pues Sigüenza en la capital dual de una extensa división eclesiástica y de un señorío civil de concesión real de una superficie mucho más reducida, ambos gobernados por los obispos. En 1146 Alfonso VII de León procedió a la unión administrativa de los dos burgos en los que habría estado dividida la actual ciudad (uno inferior y otro superior).

Emblema de la Universidad de Sigüenza

En la segunda mitad del siglo XV fue obispo de Sigüenza —además de posteriormente arzobispo de Toledo— el cardenal Mendoza, durante cuya vida la ciudad conoció su máximo esplendor. A este poderoso mecenas se debe la construcción de la bella plaza porticada aledaña a la catedral.
La historia de esta ciudad, que conserva su trazado medieval, ha estado influenciada durante seis siglos por su obispado, dejando la impronta religiosa tanto en su desarrollo cultural, económico como artístico.

### Edad Moderna y Edad Contemporánea

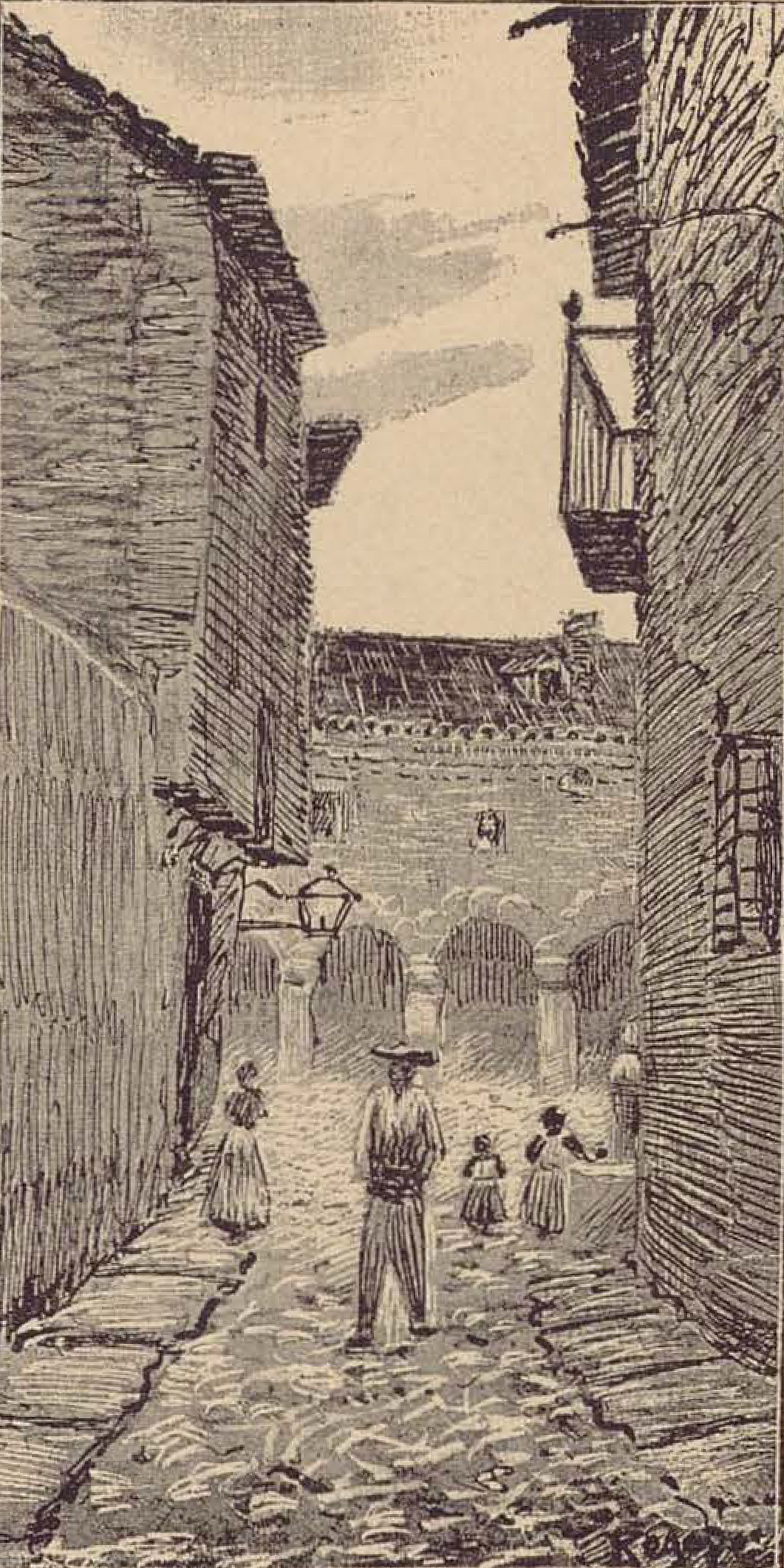
Calle de la localidad a finales del en una ilustración de Darío de Regoyos

En 1489, en virtud de la bula concedida por el cardenal Mendoza, fue fundada por Juan López de Medina la Universidad de Sigüenza, que hasta entonces y desde 1476 había sido un colegio. La universidad pervivió más allá la Edad Moderna; desapareció como tal en 1824 cuando se convirtió en un colegio dependiente de la Universidad de Alcalá. Este último fue clausurado de manera definitiva en 1837. La evolución demográfica durante los siglos XVI, XVII y XVIII se puede dividir en tres fases: una de crecimiento durante el siglo XVI (unos 4300 habitantes en 1599), seguido de un decaimiento durante el siglo XVII (unos 2700 habitantes a finales de la centuria) y otra recuperación demográfica en el siglo XVIII (6400 habitantes en el censo de 1797), especialmente en la parte final de este.
Las salinas de Imón —que según Pastor de Togneri ya existían en la Edad Media y que también figuran en las relaciones topográficas de Felipe II y en el catastro del marqués de la Ensenada— sufrieron un proceso de renovación y racionalización durante el reinado de Carlos III. El proceso que condujo a la cesión del territorio episcopal a la Corona comenzó en 1796; el obispo Juan Díaz de la Guerra renunció al señorío en favor de la corona; se nombró un alcalde mayor interino —el marqués de Brioso— el 19 de septiembre de ese año. La supresión definitiva de los señoríos eclesiásticos en España tuvo lugar el 25 de febrero de 1805.
El ferrocarril llegó a Sigüenza hacia 1862, aunque ya contaba con una estación desde 1860. Esta llegada no favoreció especialmente sin embargo a la ciudad, que perdió cierta centralidad comercial respecto a otras localidades.
La localidad, que aparece descrita en el decimocuarto volumen del Diccionario geográfico-estadístico-histórico de España y sus posesiones de Ultramar (1849) de Pascual Madoz, figura en dicha obra con un total de 940 casas y una población de 4717 habitantes.
Guerra Civil

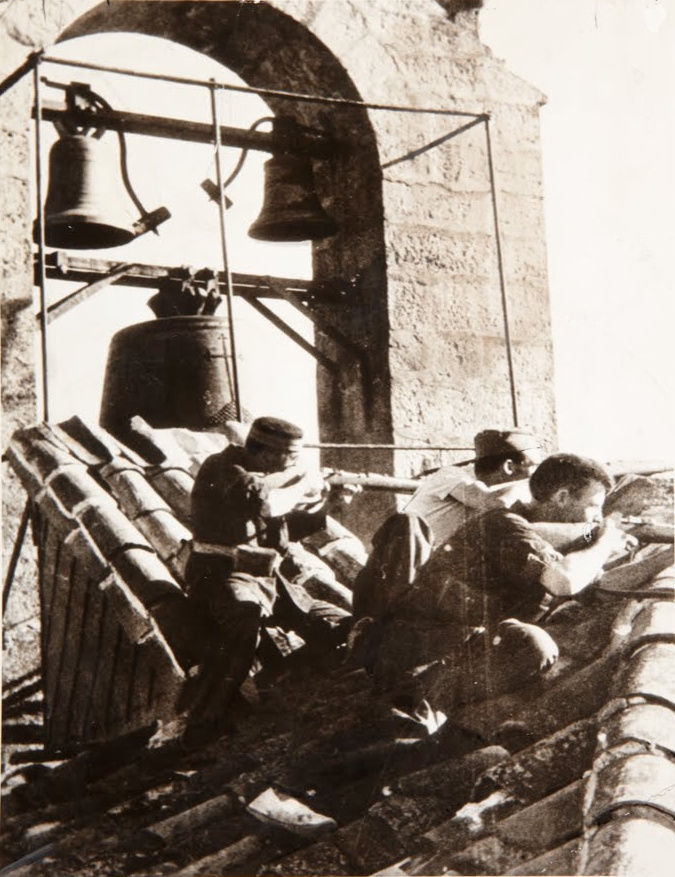
Milicianos republicanos parapetados en el tejadillo de la torre sur de la catedral de Sigüenza

En 1936, durante la Guerra Civil el bando republicano —que había entrado en la ciudad el 25 de julio— mantuvo en la ciudad una guarnición comandada por el anarcosindicalista Feliciano Benito formada por 700 milicianos de la CNT y un puñado de trabajadores del ferrocarril de la UGT y milicianos del POUM. Eustaquio Nieto Martín —obispo de Sigüenza— fue fusilado el día 27 de julio. En agosto de 1936 y comienzos de septiembre las tropas nacionales realizaron un intento frustrado de tomar la ciudad y efectuaron avances en enclaves cercanos como Riba de Santiuste, Imón o Huérmeces del Cerro. La ofensiva final de artillería del bando nacional sobre la ciudad —con el apoyo de ataques aéreos alemanes— comenzó a mediados de septiembre; en octubre los 300 efectivos del bando republicano que quedaban —que no pudieron recibir batallones de refuerzo debido al asedio— se atrincheraron en la catedral durante una semana hasta su derrota cuando los supervivientes intentaron huir —en varios intentos los días 10, 12, 13, 14 y 15— del edificio, o también en última instancia negociar los términos de la rendición, a la postre incondicional, el 15 de octubre. La entrada definitiva de las tropas nacionales en la catedral, donde ya no quedaba nadie, se produjo el 16 de octubre.
El edificio de la catedral, que se convirtió en baluarte republicano en la ciudad, sufrió graves desperfectos; posteriormente la catedral también fue bombardeada por la aviación republicana. En marzo de 1937, justo antes de lanzar la ofensiva de la batalla de Guadalajara la ciudad fue centro de operaciones temporal del general Moscardó.

## Demografía
Sigüenza cuenta con una población de 4830 habitantes (INE 2024).
| Gráfica de evolución demográfica de Sigüenza entre 1842 y 2021 |
| |
| Población de derecho según los censos de población del INE Población de hecho según los censos de población del INEEntre el censo de 1857 y el anterior, crece el término del municipio porque incorpora a Barbatona Entre el censo de 1970 y el anterior, crece el término del municipio porque incorpora a Alboreca, Alcuneza, Atance, Carabias, Guijosa, Imón, Moratilla de Henares, Olmedillas, Palazuelos, Pelegrina, Pozancos, Riba de Santiuste y Riotovi del Valle |

En verano, la población real se multiplica hasta por cuatro, mientras que en invierno disminuye por debajo del padrón oficial.[cita requerida]

### Pedanías
Durante la dictadura franquista, y como resultado del acentuado éxodo rural, el término municipal de Sigüenza se incrementó por la anexión de 28 localidades: Alboreca, Alcuneza, El Atance, Barbatona, La Barbolla, Bujalcayado, Bujarrabal, La Cabrera, Carabias, Cercadillo, Cubillas del Pinar, Guijosa, Horna, Imón, Matas, Mojares, Moratilla de Henares, Olmedillas, Palazuelos, Pelegrina, Pozancos, Querencia, Riba de Santiuste, Riosalido, Torre de Valdealmendras, Ures, Valdealmendras, Villacorza. En la actualidad estas localidades son administradas como núcleos, barrios o pedanías (aunque ninguna está legalmente organizada como Entidad de Ámbito Territorial Inferior al Municipio, según la Ley 3/1991, de 14 de marzo, de Entidades Locales de Castilla-La Mancha). Todas cuentan con un alcalde pedáneo nombrado discrecionalmente por el de Sigüenza, en algunas ocasiones tras celebrarse consultas no regladas entre la población (pero al margen de la administración electoral y sin que exista obligación o calendario). De igual manera, no hay ningún reglamento escrito que delimite las responsabilidades y competencias de estos cargos.

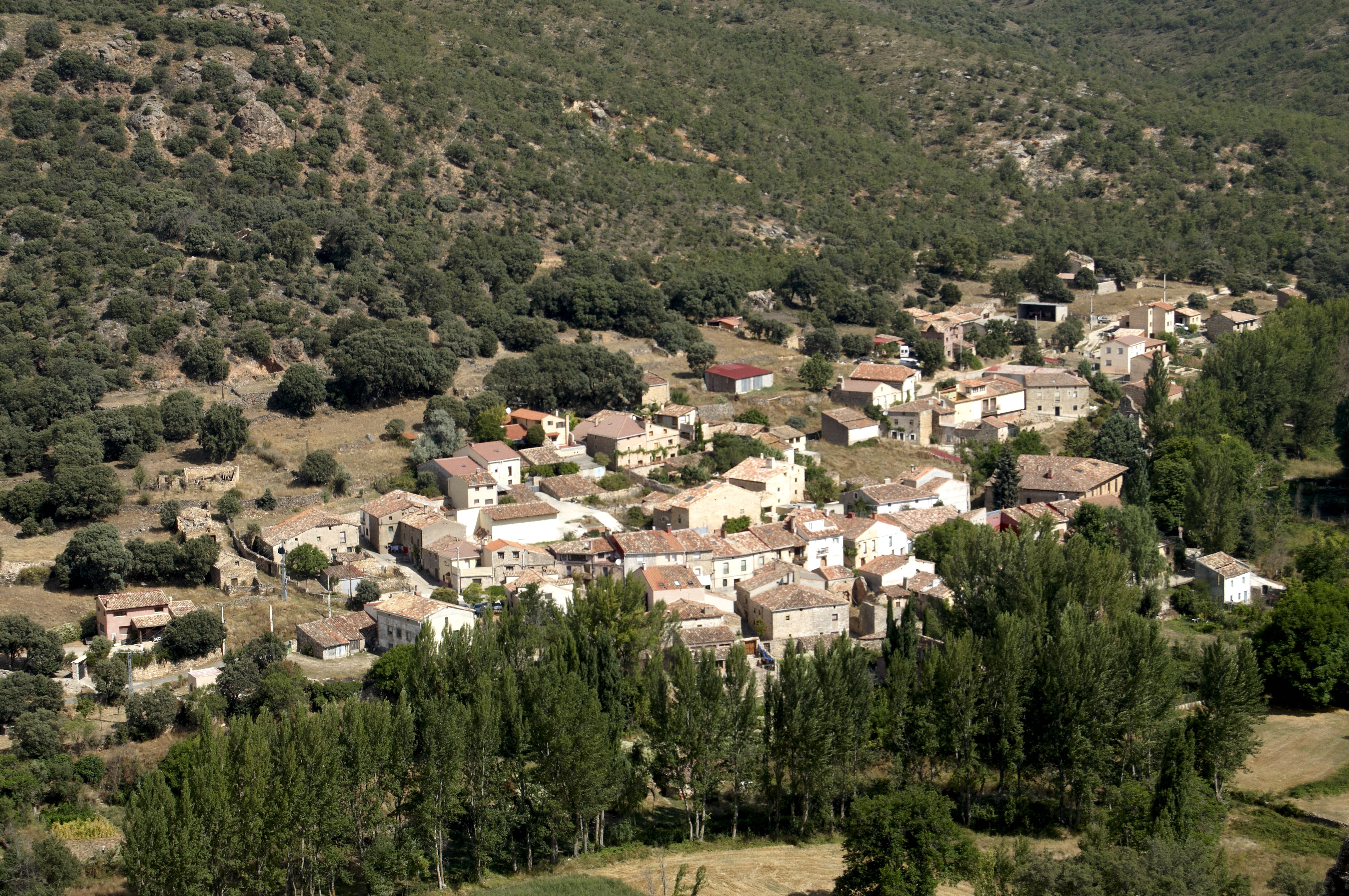
Pozancos
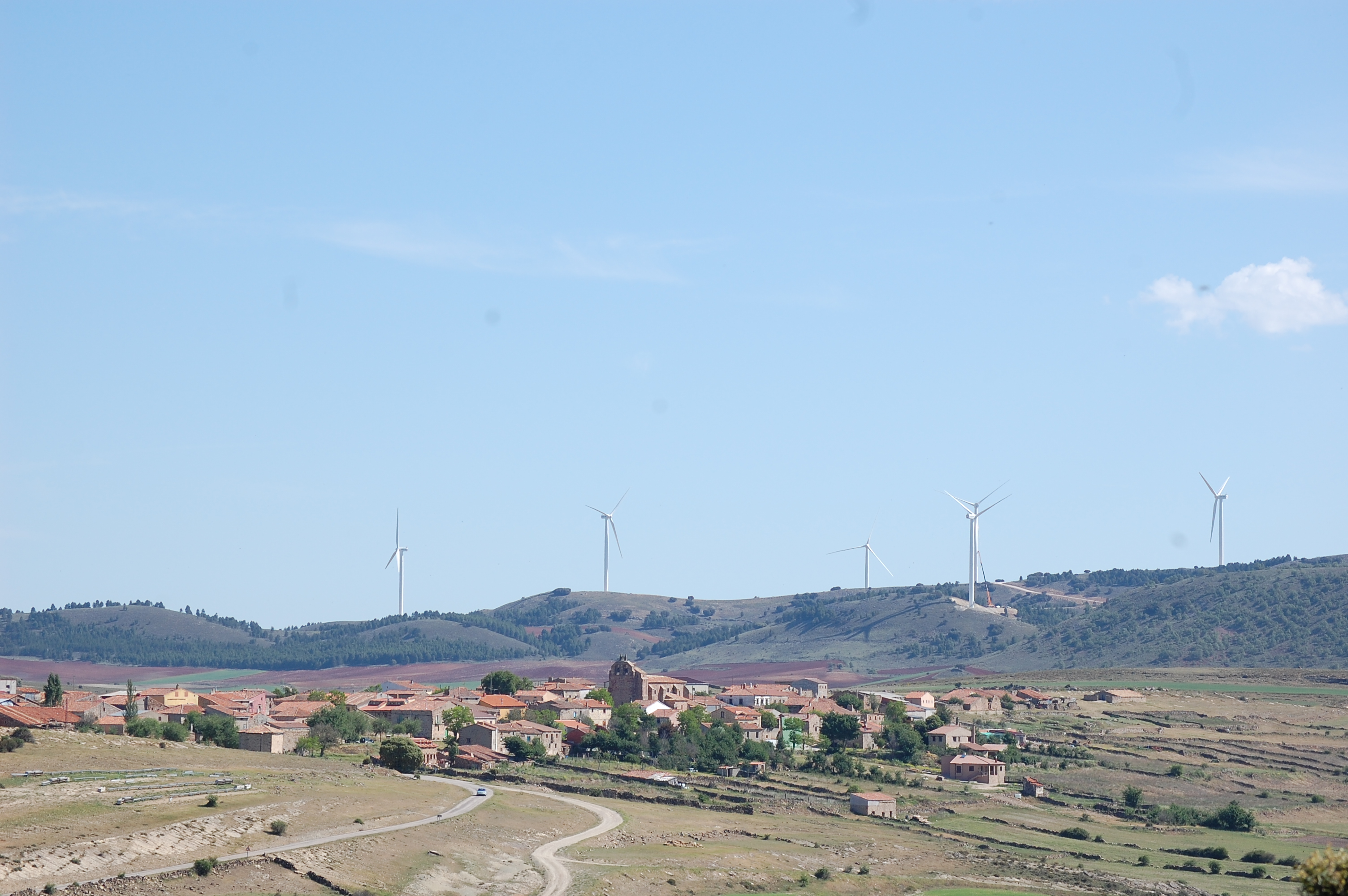
Bujarrabal
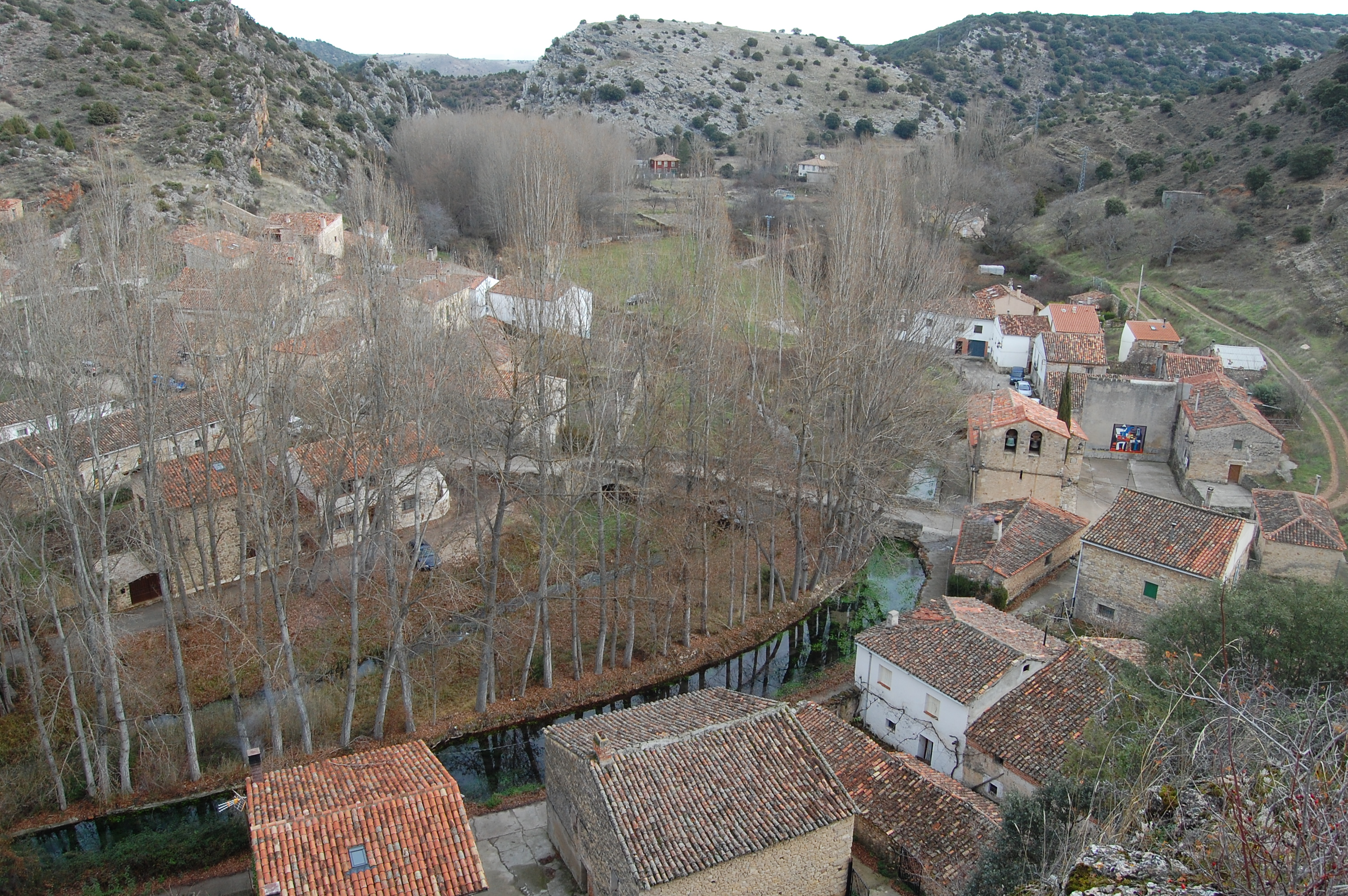
La Cabrera
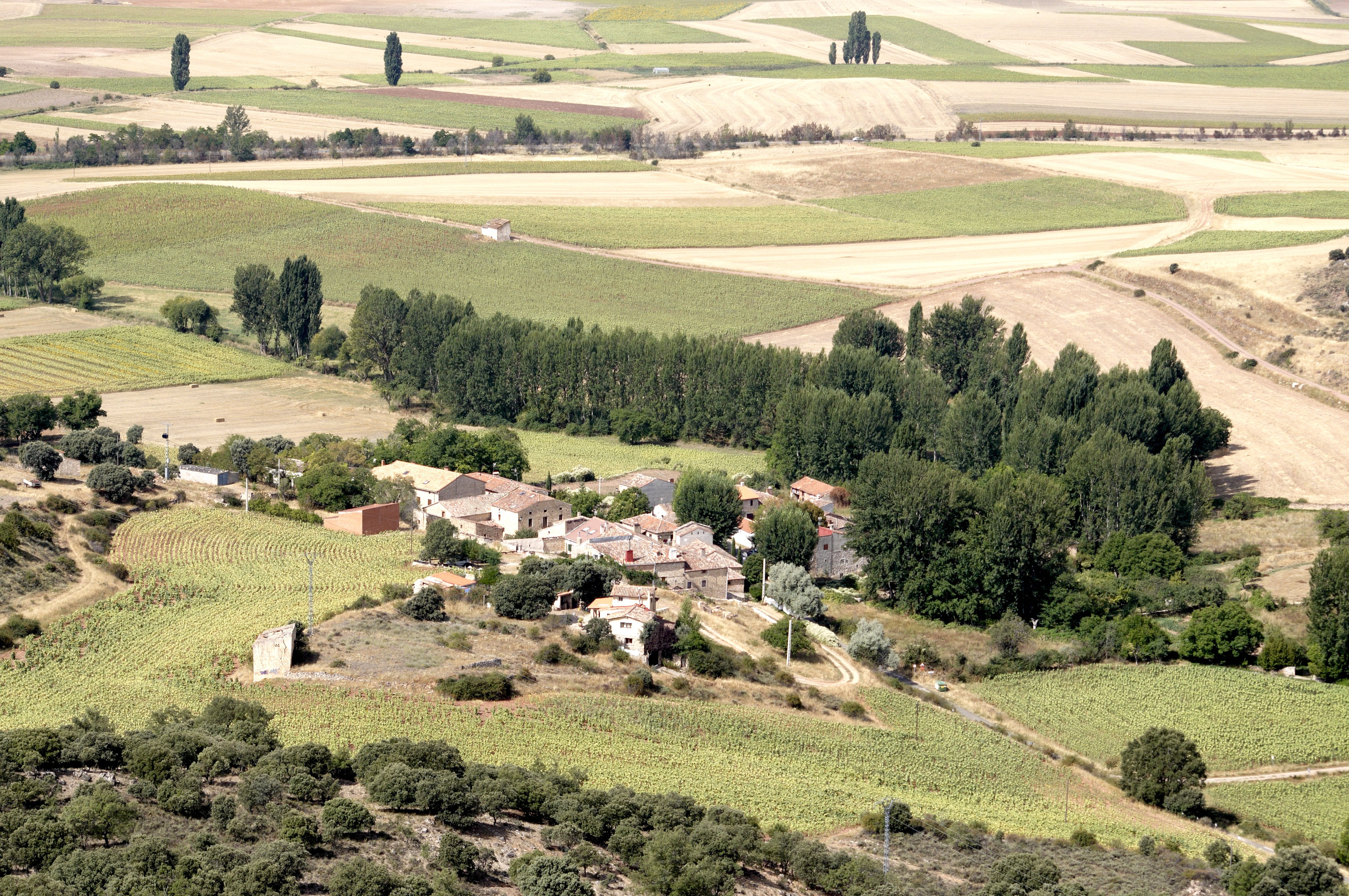
Ures
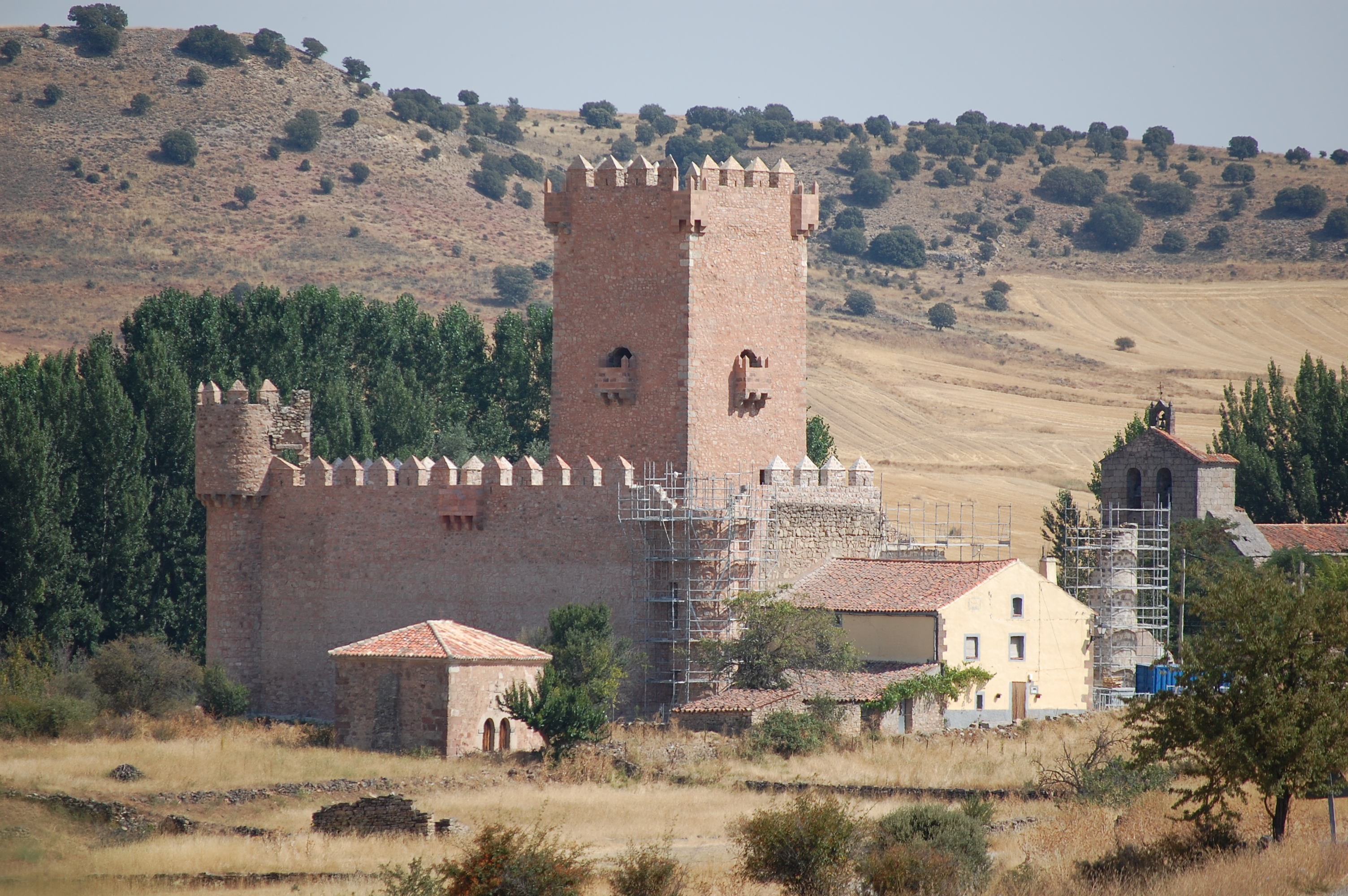
Guijosa

## Economía

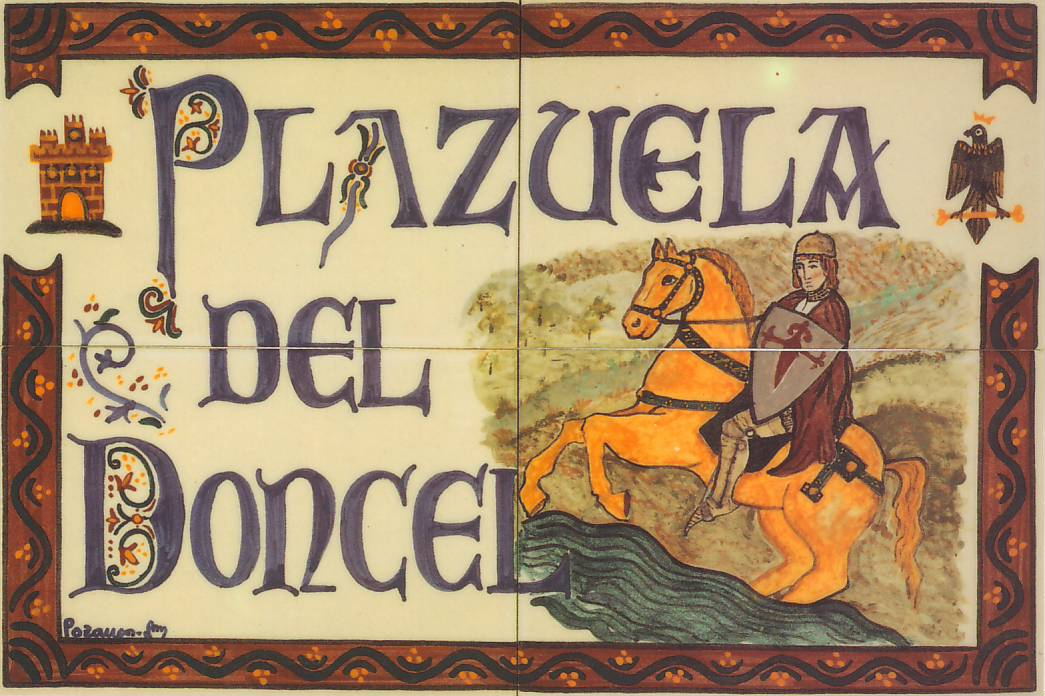
La Plazuela del Doncel es uno de los muchos rincones recoletos de Sigüenza. Todo el callejero es azulejería del Alfar del Monte, ceramistas de la vecina pedanía de Pozancos.

Diversificada. Predomina en el producto interior y en el volumen de empleo el sector de servicios, con gran componente en turismo, como así atestigua su designación como "Capital Turismo Rural 2017". Además: agricultura y ganadería, pequeña industria, construcción y cuenta con un yacimiento de aragonito.

## Administración y política
Administración municipal
La administración local del municipio se realiza a través de un ayuntamiento de gestión democrática, cuyos componentes se eligen cada cuatro años por sufragio universal. El censo electoral está compuesto por todos los residentes empadronados en Sigüenza, mayores de 18 años y con nacionalidad de cualquiera de los países miembros de la Unión Europea. Según lo dispuesto en la Ley del Régimen Electoral General, que establece el número de concejales elegibles en función de la población del municipio, la Corporación Municipal está formada por 11 ediles, los cuales se han distribuido de la siguiente forma en los últimos años:
En la siguiente tabla se detallan los resultados en Sigüenza de las elecciones municipales democráticas (a partir de 1979):
| Partido político | 1979  | 1979  | 1979       | 1983  | 1983  | 1983       | 1987  | 1987  | 1987       | 1991  | 1991  | 1991       |
| Partido político | Votos | %     | Concejales | Votos | %     | Concejales | Votos | %     | Concejales | Votos | %     | Concejales |
| Unión de Centro Democrático (UCD) (1979) Centro Democrático y Social (CDS) (1983 y 1987)                                                                    | 1115  | 38,26 | 5          | 118   | 4,09  | 0          | 222   | 7,33  | 1          | -     | -     | -          |
| Coalición Democrática (CD) Alianza Popular, Partido Demócrata Popular y Unión Liberal (AP-PDP-UL) (1983) Alianza Popular (1987) Partido Popular (PP) (1991) | 1072  | 36,79 | 5          | 1559  | 54,02 | 8          | 1412  | 46,62 | 7          | 1403  | 49,3  | 7          |
| Partido Comunista de España (PCE) (1979) Izquierda Unida (España) (IU) (1987 y 1991)                                                                        | 626   | 21,48 | 3          | -     | -     | -          | 234   | 7,73  | 1          | 201   | 7,06  | 1          |
| Partido Socialista Obrero Español (PSOE) | 101   | 3,47  | 0          | 779   | 26,99 | 3          | 304   | 10,04 | 1          | 1199  | 42,13 | 5          |
| Comunidad de las Tierras de Sigüenza | -     | -     | -          | -     | -     | -          | 575   | 18,98 | 2          | -     | -     | -          |
| Independientes (1983) Partido Demócrata Popular-Agrupación de Agricultores Independientes                                                                   | 430   | 14,09 | 2          | -     | -     | -          | 260   | 8,58  | 1          | -     | -     | -          |

| Partido político                                                                                   | 1995  | 1995  | 1995       | 1999  | 1999  | 1999       | 2003  | 2003  | 2003       | 2007  | 2007  | 2007       | 2011  | 2011  | 2011       |
| Partido político                                                                                   | Votos | %     | Concejales | Votos | %     | Concejales | Votos | %     | Concejales | Votos | %     | Concejales | Votos | %     | Concejales |
| Partido Popular (PP)                                                                               | 1418  | 46,48 | 6          | 1361  | 44,96 | 6          | 1004  | 32,83 | 4          | 1166  | 43,17 | 5          | 1616  | 59,39 | 8          |
| Partido Socialista Obrero Español (PSOE)                                                           | 928   | 30,42 | 3          | 1101  | 36,37 | 4          | 1466  | 47,94 | 6          | 1223  | 45,28 | 5          | 794   | 29,18 | 3          |
| Comunidad de la Tierras de Sigüenza (CTS)                                                          | 471   | 15,44 | 2          | 445   | 14,7  | 1          | 134   | 4,38  | 0          | -     | -     | -          | -     | -     | -          |
| Izquierda Unida (España) (IU)                                                                      | 185   | 6,06  | 0          | 64    | 2,11  | 0          | 54    | 1,77  | 0          | 71    | 2,63  | 0          | 166   | 6,1   | 0          |
| Independientes por Sigüenza (IPS) (2003 y 2007) Independientes Demócratas de Sigüenza (IDS) (2011) | -     | -     | -          | -     | -     | -          | 361   | 11,81 | 1          | 205   | 7,59  | 1          | 82    | 3,01  | 0          |
| Partido Demócrata Español (PADE)                                                                   | -     | -     | -          | -     | -     | -          | 12    | 0,39  | 0          | -     | -     | -          | -     | -     | -          |
| Tierra Comunera-Partido Nacionalista Castellano (TC-PNC)                                           | -     | -     | -          | -     | -     | -          | 7     | 0,23  | 0          | -     | -     | -          | -     | -     | -          |

| Periodo   | Nombre                          | Partido |
| --------- | ------------------------------- | ------- |
| 1979-1983 | J. Antonio Martínez Gómez-Gordo | UCD     |
| 1983-1987 | J. Vicente Turo Sanz            | AP      |
| 1987-1991 | Juan Carlos García Muela        | AP      |
| 1991-1995 | Marcelino Llorente              | PP      |
| 1995-1999 | Octavio Puertas Moreno          | PP      |
| 1999-2003 | Octavio Puertas Moreno          | PP      |
| 2003-2007 | Francisco Domingo Calvo         | PSOE    |
| 2007-2011 | Francisco Domingo Calvo         | PSOE    |
| 2011-2015 | José Manuel Latre Rebled        | PP      |
| 2015-2019 | José Manuel Latre Rebled        | PP      |
| 2019-2023 | María Jesús Merino              | PSOE    |

La corporación municipal tras las elecciones municipales de 2015, quedó constituida por 7 concejales del PP, 3 del PSOE y 1 de IU; el alcalde investido fue el popular José Manuel Latre Rebled. Tras las elecciones municipales de 2019 el PSOE pasó a tener 6 concejales y el PP 5; en la sesión de investidura fue elegida alcaldesa la socialista María Jesús Merino, primera mujer al frente del ayuntamiento seguntino.

### Diócesis de Sigüenza-Guadalajara
Sigüenza es ciudad mitrada desde el siglo XII, siendo Bernardo de Agén su primer obispo, monje guerrero que, según la tradición, arrebató la ciudad al musulmán en el día de San Vicente Mártir del año 1124, fundando posteriormente la catedral-basílica, la cual dedicó a la reliquia de Santa Librada que él trajo desde su tierra gala natal. Hoy en día Sigüenza es la sede principal de la diócesis de Sigüenza-Guadalajara, siendo su obispo actual Atilano Rodríguez Martínez.

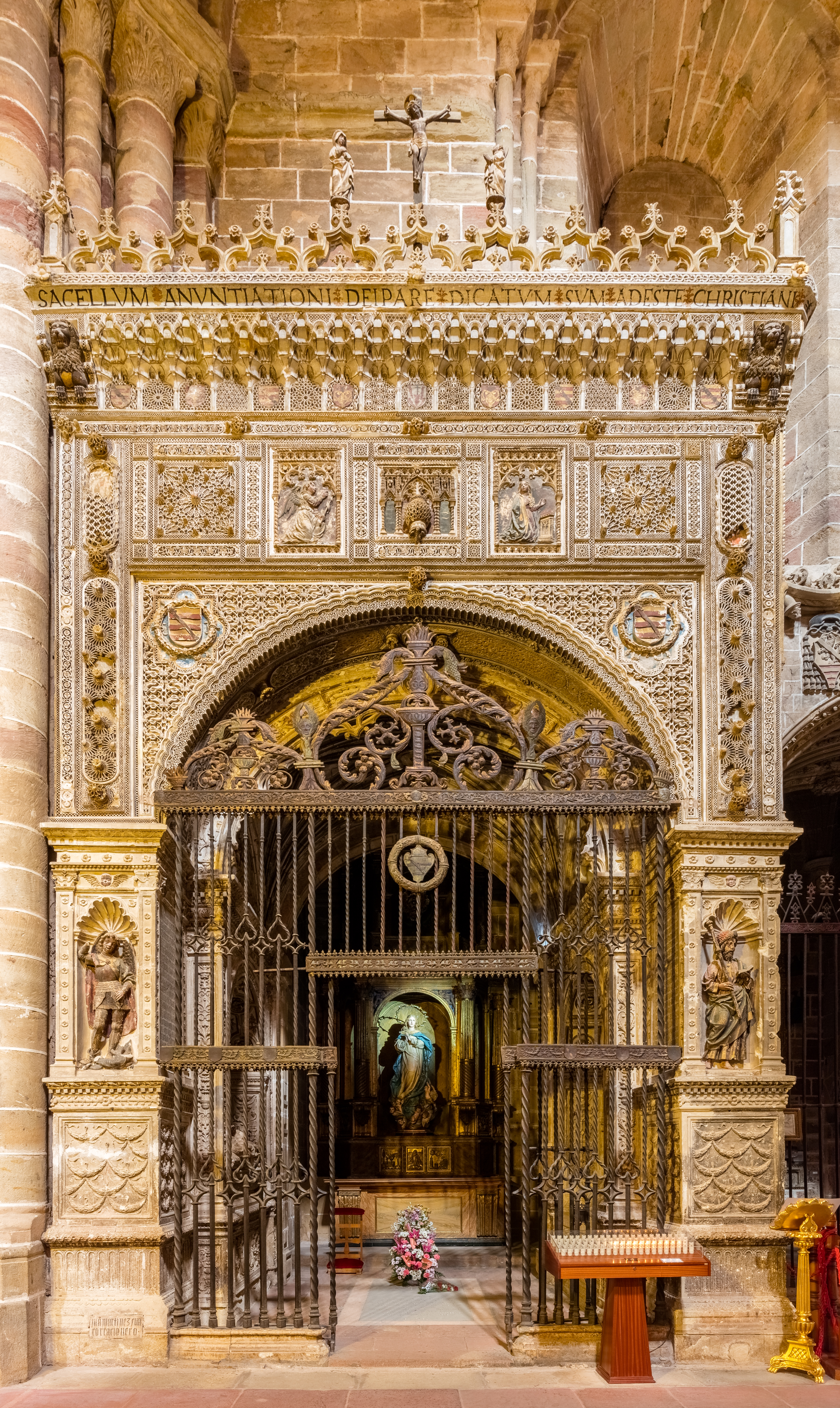
Puerta de la capilla de la Anunciación, catedral de Sigüenza.

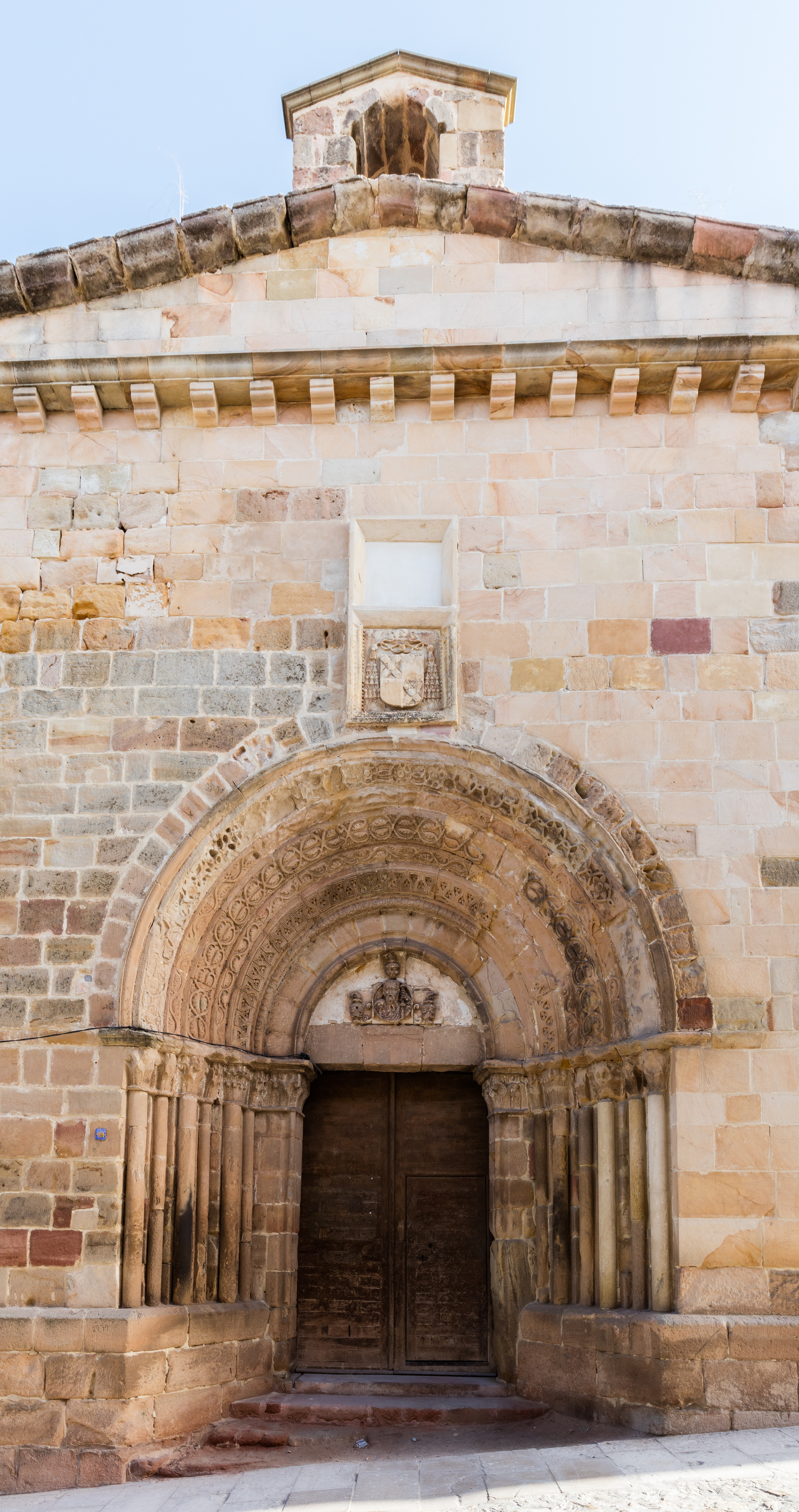
Iglesia de Santiago, Sigüenza.

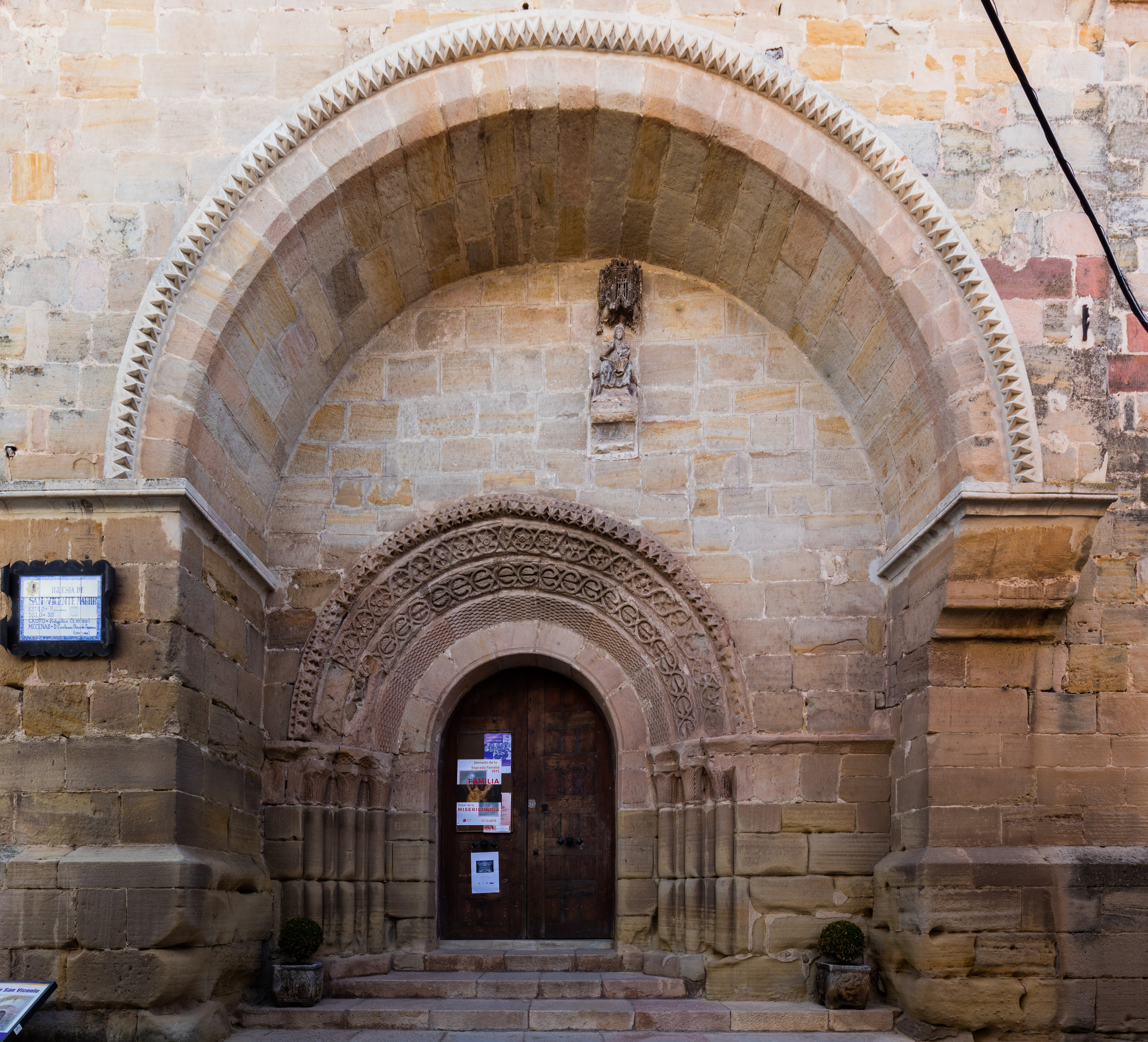
Iglesia de San Vicente Mártir.

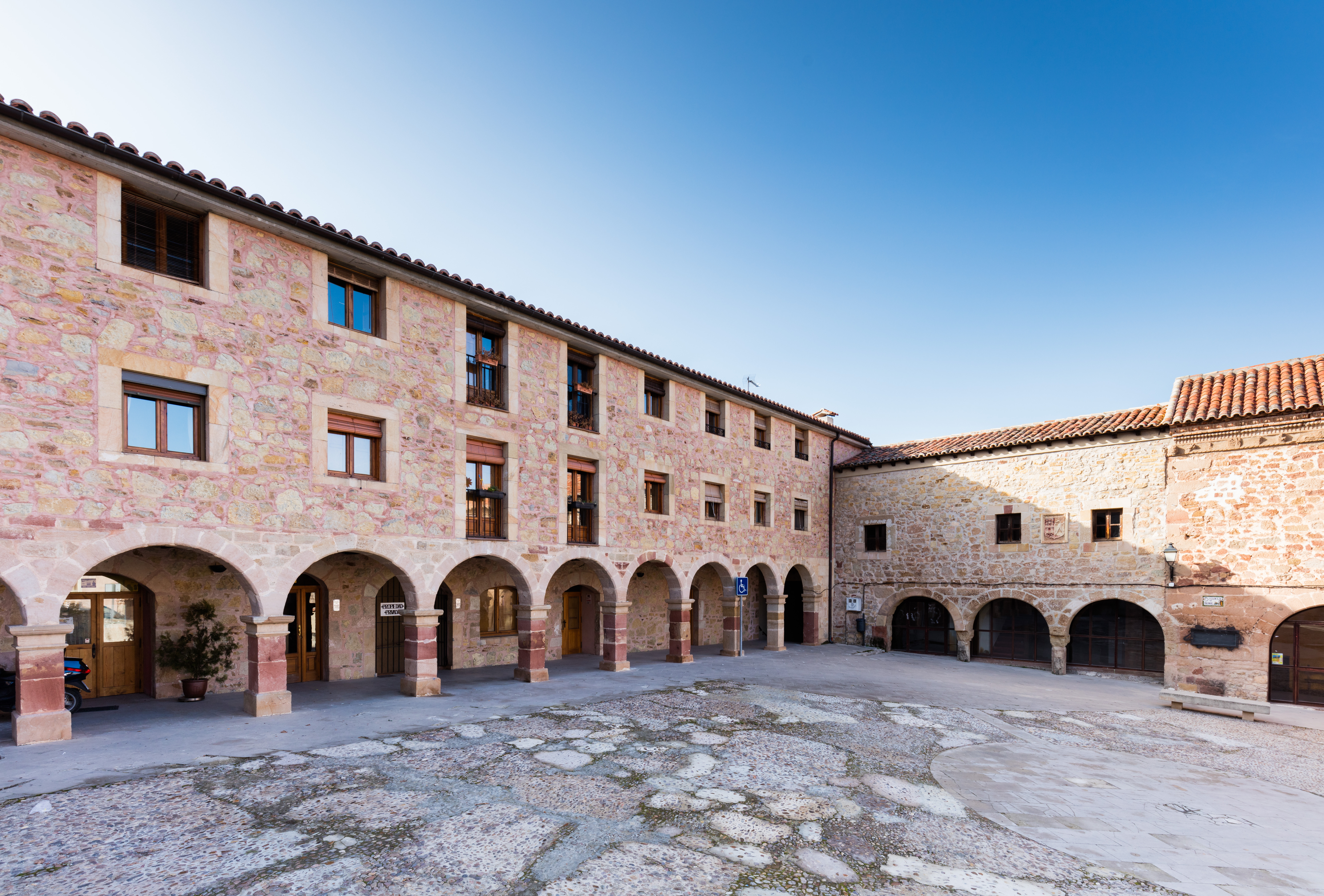
Plazuela de la Cárcel.

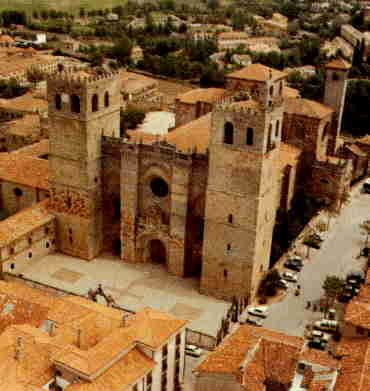
Vista de la catedral de Sigüenza.

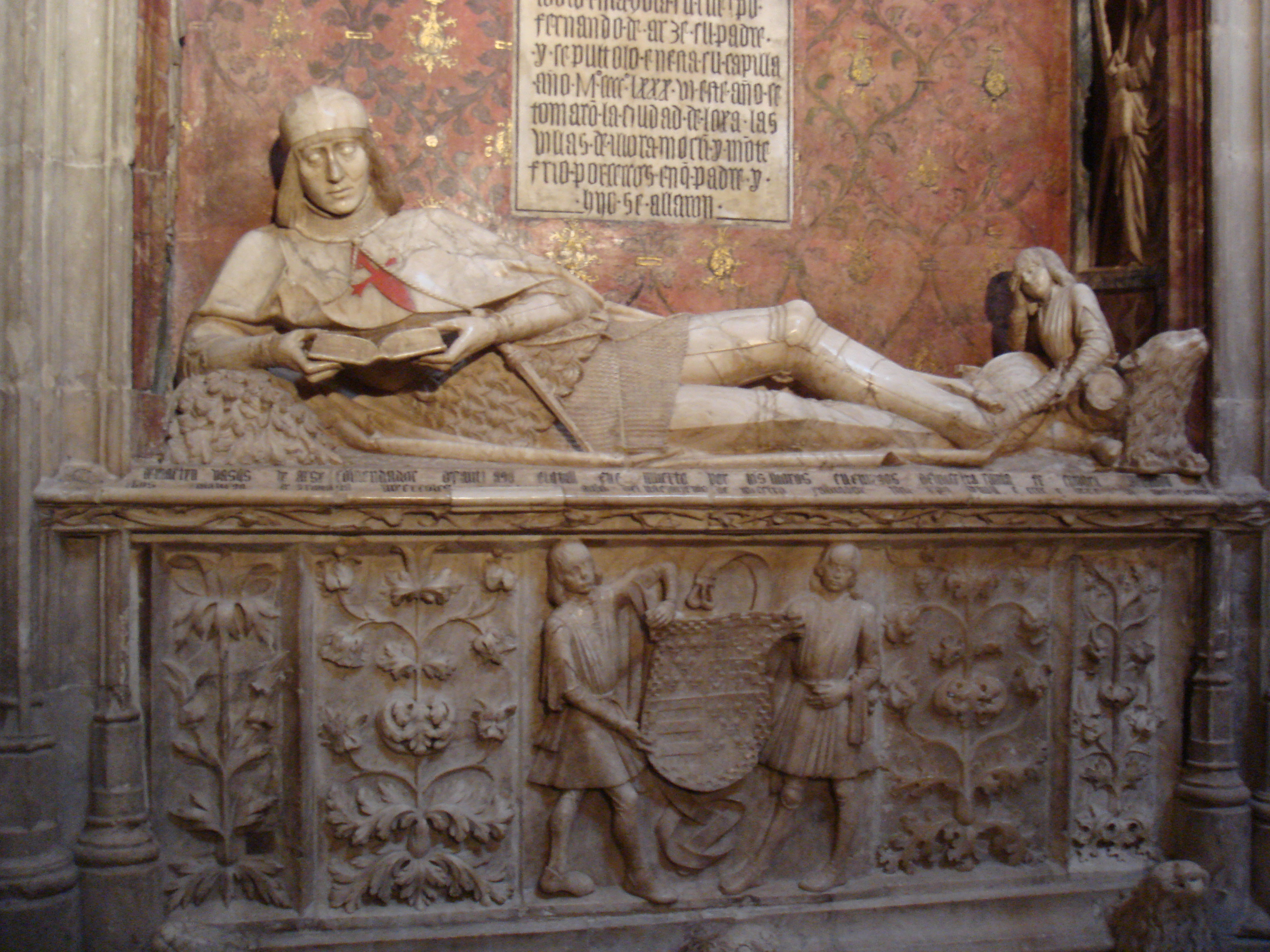
Sepulcro del Doncel de Sigüenza.

## Patrimonio
La ciudad fue declarada conjunto histórico artístico —antecedente de la figura de bien de interés cultural— el 20 de mayo de 1965.
Entre sus importantes monumentos destacan la catedral, auténtico y valioso museo, ya incluido en el Catálogo monumental de España y el castillo-palacio fortaleza, residencia de los obispos hasta mediados del siglo XIX. Además destacan iglesias como las de Santiago y San Vicente, románicas; su plaza Mayor, ordenada por el cardenal Mendoza y una de las más típicas de Castilla; la Casa Municipal, el Palacio Episcopal, la pequeña ermita del Humilladero, los restos apreciables de los sucesivos recintos amurallados con algunas de sus puertas y torreones; sectores como la pequeña judería y la calle de las Travesañas.

Entre las calles y plazas del casco urbano también sobresalen el Callejón de los Infantes, presidido por el Palacio de los Infantes; Las Travesañas, que comprenden las callejuelas de la parte de trazado medieval de la ciudad y que incluyen la Plazuela de la Cárcel, la antigua Plaza Mayor medieval, alrededor de la cual aún se conservan los edificios del antiguo Ayuntamiento, la cárcel y la Posada del Sol (hoy Taberna Gurugú de la Plazuela); la Plazuela de las Cruces; y el Barrio barroco de San Roque, en el que se sitúa La Alameda, o parque principal de la ciudad.

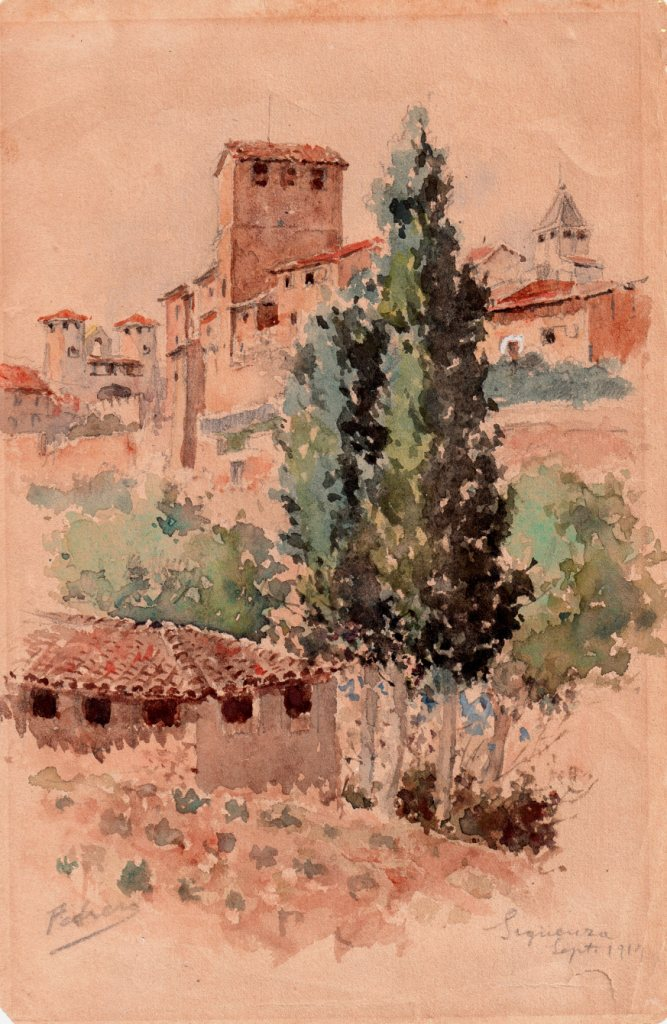
Sigüenza, El Arquillo de la Trabesaña baja, acuarela, 12.9.1917, Mariano Pedrero
- Sigüenza, acuarela, Sep. 1917, Mariano Pedrero

- Catedral de Santa María

De estilo inicial románico-cisterciense con acabado gótico y numerosos elementos renacentistas en su interior. Las dos grandes torres de la fachada le dan reminiscencias de fortaleza. Dentro de ella se encuentra, entre otras artísticas dependencias, la capilla de los Arce con la estatua yacente de El Doncel de Sigüenza, y la sacristía mayor o de las cabezas.
- Castillo

O alcázar de los obispos seguntinos, hoy convertido en Parador Nacional de Turismo.
- Plaza Mayor

De estilo renacentista, mandada construir por el Cardenal Mendoza, donde se sitúa el Palacio Municipal, con patio renacentista.
- Casa del Doncel

Denominación habitual del que fuera palacio tardogótico de los Marqueses de Bedmar, hoy perteneciente a la Universidad de Alcalá de Henares.
- Iglesia parroquial de San Vicente

Se trata de una iglesia románica.
- Iglesia de Santiago Apóstol

Se trata de una iglesia románica.
- Iglesia de San Juan

En ruinas.
- Iglesia parroquial de Santa María

De estilo neoclásico.
- Capilla de San Pedro Apóstol

Aneja a la Catedral y reutilizada como Iglesia parroquial de San Pedro.
- Monasterio e Iglesia de las Ursulinas, barroco.
- Monasterio de Nuestra Señora de los Huertos

O MM Clarisas, de estilo gótico-renacentista.
- Ermita del Humilladero

Hoy Oficina de Turismo. Esta ermita es un ejemplo de los pequeños templos ubicados a la entrada de las poblaciones durante los siglos XV y XVI para oración y descanso de los viajeros y caminantes. El lugar elegido para su construcción en 1568 es, como es habitual en las ermitas de humilladero, un punto estratégico por corresponder a un cruce de caminos: el cordel de la Cañada Real que viene desde Alcuneza —carretera de Medinaceli— y el camino que discurría hacia la Corte y que también conducía a Soria y Atienza. 
Se comienza su construcción en 1568 como ermita cerrada de portada renacentista y bóvedas góticas, anacronismo arquitectónico que obedece al deseo de conservar las tradiciones artísticas. Tiene dos puertas en arco de medio punto yuxtapuestas, que son características de las ermitas de humilladero en la región. Perteneció a la Cofradía de la Vera Cruz, que la cedió recientemente al Ayuntamiento seguntino, la Ermita del Humilladero. Al permanecer abierta durante todo el año se puede apreciar su bóveda de crucería y los nichos donde estuvieron colocados al culto los pasos de la cofradía.
- Ermita de San Roque
- Museo Diocesano de Arte Antiguo

Alberga importantes obras de arte sacro así como elementos de la historia de la ciudad. 
- Palacio Episcopal

Que fuera la antigua Universidad de San Antonio de Porta Coeli.
- Seminario de San Bartolomé

También llamado Seminario Antiguo, que hoy aloja la Casa Diocesana de Ejercicios «Hogar San José».
- Seminario Mayor de la Purísima y San Bartolomé

Fue anteriormente Monasterio Jerónimo de La Solana.
- Real Casa de Enseñanza y Misericordia

Conocida popularmente como «El Hospicio», es sede hoy del Colegio Episcopal «Sagrada Familia» (SAFA).
- Hospital de San Mateo

Hoy residencia de ancianos. Junto a él se levantaba el Hospital de La Estrella.
- Conjunto amurallado

Con varios trazados concéntricos e independientes, que se pueden observar en varios puntos del casco histórico, incluidos lienzos, cubos y puertas.
- Conjunto fortificado de la Villa de Palazuelos

Palazuelos, una de las pedanías del municipio, es una de las localidades en mejor estado de conservación de la provincia (a pesar de las escasas intervenciones públicas para conservarlo)[cita requerida] y cuenta con fragmentos de muralla y con un castillo de planta cuadrada y con torre del homenaje. El castillo y la muralla de la villa se acabaron de rematar en el siglo XV.
- Iglesia del Salvador

Localizada en la pedanía de Carabias.
- Castillo de Pelegrina

Localizado en la pedanía de Pelegrina.

## Cultura

### Fiestas locales
- San Vicente Mártir, patrón de la ciudad (22 de enero).
- Fiestas patronales de verano en honor de San Roque y la Virgen de la Mayor (mediados de agosto).
- El segundo fin de semana de julio se celebran las Jornadas Medievales.
- Son también notorias las celebraciones navideñas, especialmente por la popularidad de sus «rondallas» o «rondas» callejeras.
- La Semana Santa, con diversas procesiones de gran belleza, entre las que destaca la del Santo Entierro o «del Silencio», del Viernes Santo por la noche.
- Santa Librada, antigua patrona de la diócesis y de la ciudad de Sigüenza. 20 de julio.

## Ciudades hermanadas
Sigüenza participa en la iniciativa de hermanamiento de ciudades promovida, entre otras instituciones, por la Unión Europea. Ha establecido lazos con las siguientes localidades o municipios:
- Sainte-Livrade-sur-Lot (Francia)[79]
- Vila Viçosa (Portugal)[80]